# Koh-Lanta : Les 4 Terres
 (mai 2025).
- Si vous ne connaissez pas le sujet, laissez ce bandeau (vous pouvez alors contacter les auteurs).
- Si vous supprimez le contenu mis en cause (vous pouvez préalablement contacter les auteurs),

argumentez précisément cette suppression dans la page de discussion
(un manque de référence n'est pas un argument ; une recherche réelle de référence doit avoir été effectuée, être formellement documentée).
 (juin 2025).
 (juillet 2025).
Koh-Lanta : Les 4 Terres est la 21e édition régulière de l'émission de téléréalité Koh-Lanta, diffusée sur la chaîne de télévision française TF1 du 28 août 2020 au 4 décembre 2020. Elle est présentée par Denis Brogniart et tournée dans l'archipel de Kadavu aux îles Fidji, et ce pour la cinquième fois consécutive.
Pour la première fois depuis la création de l'émission, quatre équipes, constituées selon la région de résidence des aventuriers (Est, Nord, Ouest, Sud), s'affrontent.

## Tournage

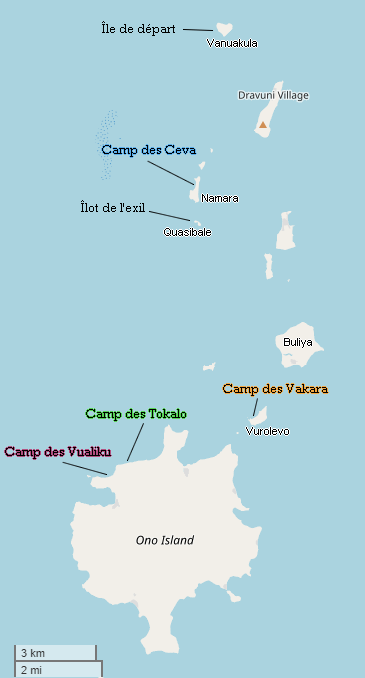
Lieux de tournage de cette saison.

### Production et organisation

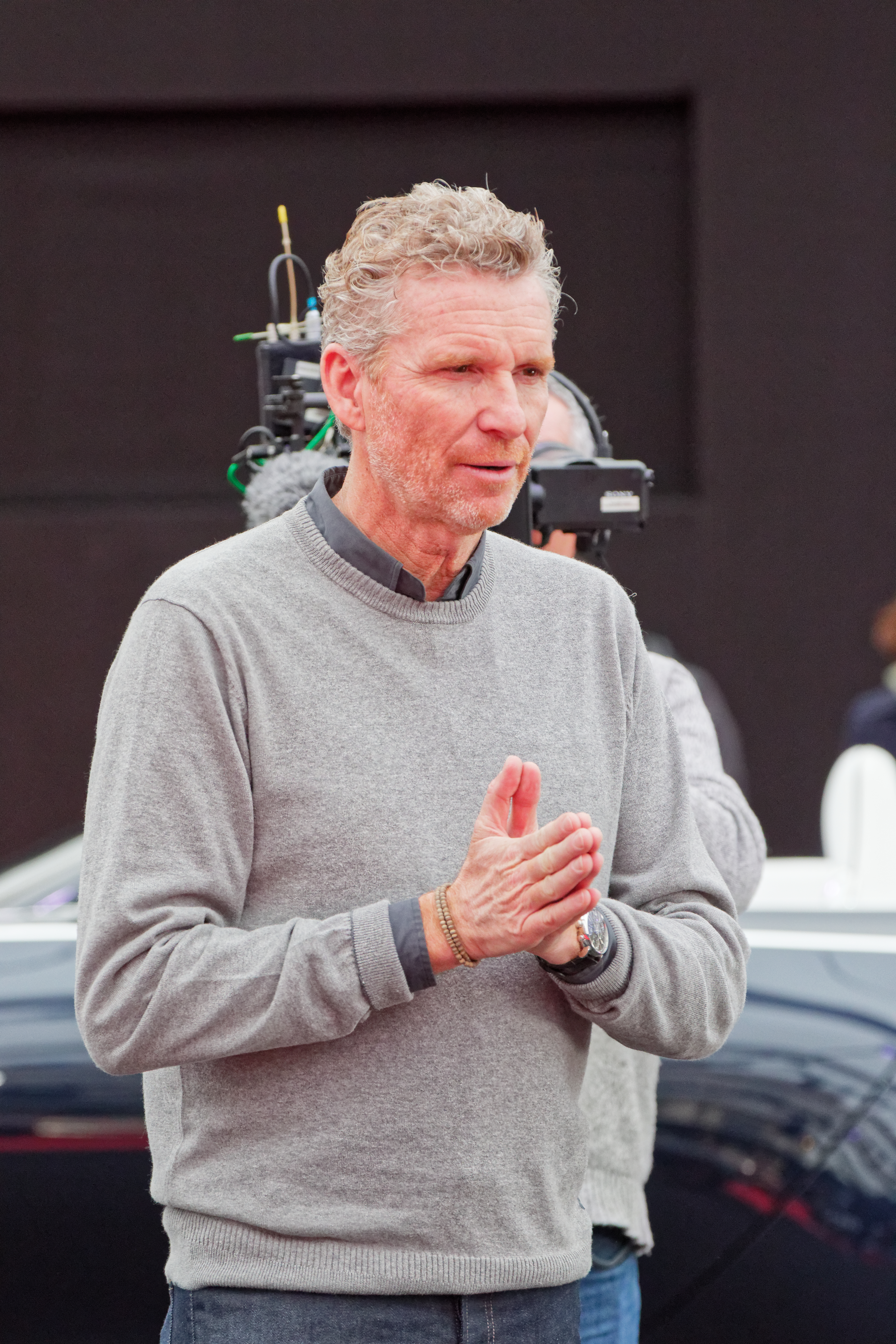
Denis Brogniart présente l'émission.

Denis Brogniart, animateur historique, présente une fois de plus l'émission. Il possède le rôle d'animateur expliquant les règles aux candidats ainsi que de présentateur en voix off.
Alexia Laroche-Joubert, avec la société de production Adventure Line Productions, produit une fois de plus cette saison.
Le nombre de candidats s’élève à vingt-quatre.

### Contexte géographique et climatique
Le tournage de cette saison a eu lieu aux îles Fidji. C'est la 5e et dernière fois que l’émission y est tournée, après la saison 18, Le Combat des héros, la saison 20 et L'Île des héros. Plus précisément, il a lieu dans l'archipel de Kadavu, comme le détaille la carte ci-contre. L'arrivée des candidats le premier jour se fait sur l'île Vanuakula. Les camps des Tokalo et Vualiku, sont établis au nord d'Ono Island. Celui des Vakara, sur Vurolevo Island. Enfin, celui des Ceva, sur Namara Island. L'îlot de l'exil correspond quant à lui à Qasibale Island.
Le tournage s'est déroulé durant l'automne 2019. Le climat des Fidji est un climat tropical à « saisons alternées ». La saison chaude, humide et pluvieuse, s’échelonne de décembre à avril. Le reste du temps, le climat est frais. Durant la période de tournage, les températures sont comprises en moyenne entre 26 et 28 °C[source insuffisante].

## Nouveautés

### Début de saison à quatre équipes
Pour la première fois, quatre équipes s'affrontent. Elles sont composées selon la région de résidence des candidats : le Sud, le Nord, l'Ouest et l'Est,,. Les couleurs des tribus sont elles aussi différentes, respectivement bleue, violette, orange et verte.

### Îlot de l'exil
Les règles de l'épreuve de confort sont elles aussi quelque peu modifiées. En effet, la tribu terminant dernière sera exilée durant 24 h sur l'îlot de l'exil. Un lieu où les conditions de vie sont rudimentaires, les candidats se retrouvant sans eau, ni nourriture,.

## Candidats
(juillet 2025).
Cette section ne s'appuie pas, ou pas assez, sur des sources secondaires ou tertiaires indépendantes du sujet. Le texte peut contenir des analyses inexactes ou inédites de sources primaires.
Pour l'améliorer, ajoutez-en, ou placez des modèles {{Source secondaire souhaitée}} ou {{Source secondaire nécessaire}} sur les passages mal sourcés. (juillet 2025)

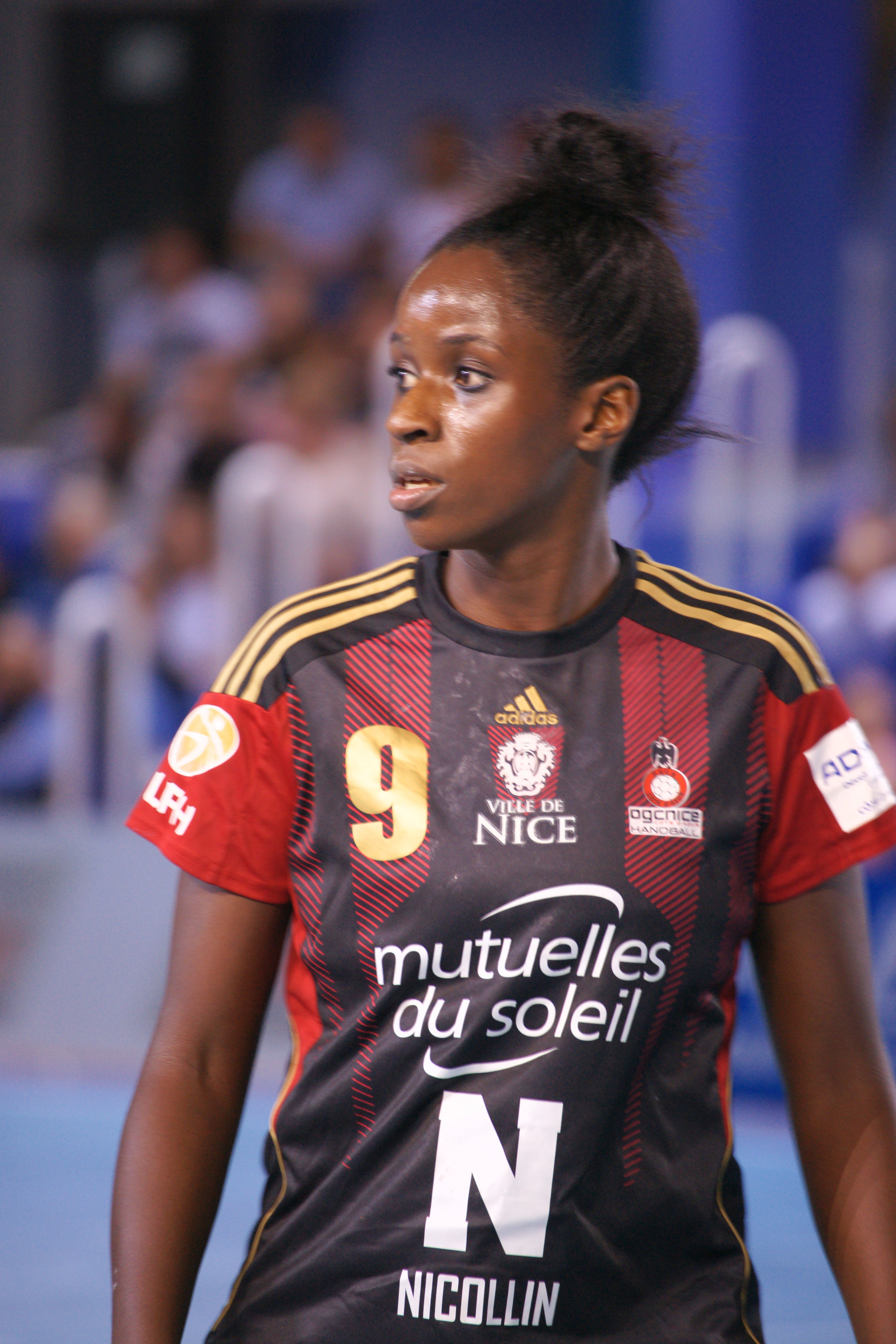
Hadja Cissé participe à cette saison de Koh-Lanta.

Ci-dessous, la liste des 24 candidats de cette saison,,, répartis en 4 équipes de 6,. C'est la première fois qu'autant de candidats intègrent l'aventure dès le début du jeu,.
Le 28 août 2020, dans un entretien accordé au Bien public, Bertrand-Kamal confie être atteint d'un cancer. Le 10 septembre 2020, il est annoncé son décès, à l'âge de 30 ans, des suites de sa maladie. La chaîne, la société de production, Alexia Laroche-Joubert (productrice) et Denis Brogniart (présentateur) ont réagi avec vive émotion, via leurs comptes Twitter respectifs. Il est décidé de lui dédier cette saison de Koh-Lanta,. Denis Brogniart confie au Parisien, qu'avec l'accord de la famille, aucune modification ne serait apportée aux épisodes déjà montés.
| Candidats | Candidats      | Profession                               | Âge    | Localisation         | Tribu                                                                                         | Jury final | Départ et réf. |
| --------- | -------------- | ---------------------------------------- | ------ | -------------------- | --------------------------------------------------------------------------------------------- | --- | --- |
| ♂         | François       | Négociant en matériaux                   | 47 ans | Pyrénées-Atlantiques | - Vakara (jour 1 – 5)                                                                         | | Abandon médical[source secondaire souhaitée],[source secondaire souhaitée],[source secondaire souhaitée],                       |
| ♀         | Carole         | En recherche d'emploi                    | 52 ans | Bouches-du-Rhône     | - Ceva (jour 1 – 5)                                                                           | Éliminée[source secondaire souhaitée],[source secondaire souhaitée],[source secondaire souhaitée],                               | |
| ♂         | Samuel         | Coach mental                             | 39 ans | Hauts-de-Seine       | - Vualiku (jour 1 – 9)                                                                        | Abandon médical[source secondaire souhaitée],[source secondaire souhaitée],[source secondaire souhaitée]                         | |
| ♀         | Diane          | Agent immobilier                         | 25 ans | Pyrénées-Atlantiques | - Vakara (jour 1 – 8) - Éliminée (jour 8 – 9) - Vualiku (jour 9 – 10)                         | Éliminée[source secondaire souhaitée],[source secondaire souhaitée],[source secondaire souhaitée],                               | |
| ♀         | Estelle        | Conseillère en insertion professionnelle | 47 ans | Seine-Maritime       | - Vakara (jour 1 – 11)                                                                        | Éliminée[source secondaire souhaitée],[source secondaire souhaitée],[source secondaire souhaitée],                               | |
| ♂         | Mathieu        | Coureur professionnel                    | 31 ans | Vaucluse             | - Ceva (jour 1 – 11)                                                                          | Éliminé[source secondaire souhaitée],[source secondaire souhaitée],[source secondaire souhaitée],[source secondaire souhaitée]   | |
| ♂         | Adrien         | Ingénieur ferroviaire                    | 30 ans | Paris                | - Vualiku (jour 1 – 12) - Sayake (jour 12 – 14)                                               | Éliminé[source secondaire souhaitée],[source secondaire souhaitée],[source secondaire souhaitée],                                | |
| ♂         | Aubin          | Agent immobilier                         | 23 ans | Gers                 | - Ceva (jour 1 – 12) - Vuro (jour 12 – 16)                                                    | Éliminé[source secondaire souhaitée],[source secondaire souhaitée],[source secondaire souhaitée],[source secondaire souhaitée]   | |
| ♂         | Sébastien      | Agent municipal                          | 37 ans | Ardèche              | - Ceva (jour 1 – 12) - Sayake (jour 12 – 19)                                                  | Éliminé[source secondaire souhaitée],[source secondaire souhaitée],[source secondaire souhaitée],[source secondaire souhaitée]   | |
| ♀         | Marie-France   | Bouchère                                 | 49 ans | Nord                 | - Vualiku (jour 1 – 3) - Éliminée (jour 3 – 5) - Vakara (jour 5 – 12) - Sayake (jour 12 – 22) | [ n° 1 ] | Éliminée[source secondaire souhaitée],[source secondaire souhaitée],[source secondaire souhaitée]                               |
| ♀         | Hadja          | Handballeuse                             | 28 ans | Marne                | - Tokalo (jour 1 – 12) - Sayake (jour 12 – 22) - Tribu réunifiée (jour 22 – 23)               | 1re membre | Éliminée[source secondaire souhaitée],[source secondaire souhaitée],[source secondaire souhaitée],[source secondaire souhaitée] |
| ♂         | Bertrand-Kamal | Animateur                                | 30 ans | Côte-d'Or            | - Tokalo (jour 1 – 12) - Sayake (jour 12 – 22) - Tribu réunifiée (jour 22 – 25)               | 2e membre | Éliminé, |
| ♀         | Joaquina       | Boulangère                               | 38 ans | Rhône                | - Tokalo (jour 1 – 12) - Sayake (jour 12 – 22) - Tribu réunifiée (jour 22 – 26)               | 3e membre | Éliminée[source secondaire souhaitée],[source secondaire souhaitée],[source secondaire souhaitée],                              |
| ♀         | Jody           | Ostréicultrice                           | 32 ans | Charente-Maritime    | - Vakara (jour 1 – 12) - Vuro (jour 12 – 22) - Tribu réunifiée (jour 22 – 29)                 | 4e membre | Éliminée[source secondaire souhaitée],[source secondaire souhaitée],[source secondaire souhaitée],[source secondaire souhaitée] |
| ♂         | Laurent        | Professeur d'histoire-géographie         | 48 ans | Isère                | - Tokalo (jour 1 – 12) - Vuro (jour 12 – 22) - Tribu réunifiée (jour 22 – 32)                 | 5e membre | Éliminé[source secondaire souhaitée],[source secondaire souhaitée],[source secondaire souhaitée],[source secondaire souhaitée]  |
| ♀         | Alix           | Coach sportive                           | 28 ans | Bouches-du-Rhône     | - Ceva (jour 1 – 12) - Vuro (jour 12 – 22) - Tribu réunifiée (jour 22 – 32)                   | 6e membre | Éliminée[source secondaire souhaitée],[source secondaire souhaitée],[source secondaire souhaitée],[source secondaire souhaitée] |
| ♂         | Fabrice        | Garagiste                                | 54 ans | Nord                 | - Vualiku (jour 1 – 12) - Sayake (jour 12 – 22) - Tribu réunifiée (jour 22 – 35)              | 7e membre | Éliminé[source secondaire souhaitée],[source secondaire souhaitée],[source secondaire souhaitée],[source secondaire souhaitée]  |
| ♀         | Ava            | Propriétaire d'un fast-food              | 26 ans | Corse                | - Ceva (jour 1 – 12) - Sayake (jour 12 – 22) - Tribu réunifiée (jour 22 – 35)                 | 8e membre | Éliminée[source secondaire souhaitée],[source secondaire souhaitée],[source secondaire souhaitée],[source secondaire souhaitée] |
| ♀         | Angélique      | Serveuse                                 | 26 ans | Hauts-de-Seine       | - Vualiku (jour 1 – 12) - Vuro (jour 12 – 22) - Tribu réunifiée (jour 22 – 38)                | 9e membre | Éliminée[source secondaire souhaitée],[source secondaire souhaitée],[source secondaire souhaitée],[source secondaire souhaitée] |
| ♂         | Dorian         | Contrôleur de train                      | 30 ans | Calvados             | - Vakara (jour 1 – 12) - Vuro (jour 12 – 22) - Tribu réunifiée (jour 22 – 39)                 | 10e membre | Éliminé[source secondaire souhaitée],[source secondaire souhaitée],[source secondaire souhaitée],[source secondaire souhaitée]  |
| ♀         | Lola           | Étudiante en marketing                   | 23 ans | Pas-de-Calais        | - Vualiku (jour 1 – 12) - Vuro (jour 12 – 22) - Tribu réunifiée (jour 22 – 39)                | 11e membre | Éliminée[source secondaire souhaitée],[source secondaire souhaitée],[source secondaire souhaitée],[source secondaire souhaitée] |
| ♂         | Loïc           | Intérimaire                              | 20 ans | Savoie               | - Tokalo (jour 1 – 12) - Vuro (jour 12 – 22) - Tribu réunifiée (jour 22 – 40)                 | 12e membre | Éliminé[source secondaire souhaitée],[source secondaire souhaitée],[source secondaire souhaitée],[source secondaire souhaitée]  |
| ♂         | Brice          | Animateur radio                          | 22 ans | Creuse               | - Vakara (jour 1 – 12) - Sayake (jour 12 – 22) - Tribu réunifiée (jour 22 – 40)               | | Finaliste[source secondaire souhaitée],[source secondaire souhaitée],[source secondaire souhaitée]                              |
| ♀         | Alexandra      | Comptable                                | 32 ans | Ain                  | - Tokalo (jour 1 – 12) - Vuro (jour 12 – 22)                                                  | Vainqueur[source secondaire souhaitée],[source secondaire souhaitée],[source secondaire souhaitée],[source secondaire souhaitée] | |

## Déroulement

### Bilan par épisode

#### Épreuves et conseils
| 1er épisode          | 28 août 2020      | Vakara                   | Tokalo              | Tokalo          | Marie-France  | 5-1           | Jour 3  | [ 108 ] |
| 2e épisode           | 4 septembre 2020  | Ceva                     | Tokalo              | Tokalo          | Carole        | 5-1           | Jour 5  | [ 109 ] |
| 3e épisode           | 11 septembre 2020 | Tokalo                   | Tokalo              | Vualiku         | Diane         | 5-1           | Jour 8  | [ 110 ] |
| 4e épisode           | 18 septembre 2020 | Tokalo                   | Tokalo              | Ceva            | Diane         | 4-1           | Jour 10 | [ 111 ] |
| 4e épisode           | 18 septembre 2020 | Tokalo                   | Tokalo              | Ceva            | Estelle       | 3-2           | Jour 11 | [ 111 ] |
| 4e épisode           | 18 septembre 2020 | Tokalo                   | Tokalo              | Ceva            | Mathieu       | 4-1           | Jour 11 | [ 111 ] |
| 5e épisode           | 25 septembre 2020 | Alix                     | Vuro                |                 | Adrien        | 7-2           | Jour 14 | [ 112 ] |
| 6e épisode           | 2 octobre 2020    | Vuro                     | Sayake              | Aubin           | 6-4           | Jour 16       | [ 113 ] |         |
| 7e épisode           | 9 octobre 2020    | Sayake                   | Vuro                | Sébastien       | 5-3           | Jour 19       | [ 114 ] |         |
| 8e épisode           | 16 octobre 2020   | Vuro                     | Alix                | Hadja           | 7-5-1-1       | Jour 23       | ,       |         |
| 9e épisode           | 23 octobre 2020   | Brice, Alexandra et Lola | Angélique           | Joaquina        | 7-5-1         | Jour 26       | [ 117 ] |         |
| 10e épisode          | 30 octobre 2020   | Lola                     | Lola                | Jody            | 6-4-2-1       | Jour 29       | [ 118 ] |         |
| 11e épisode          | 6 novembre 2020   | Fabrice et Lola          | Alexandra et Loïc   | Laurent et Alix | 6-3-2         | Jour 32       | [ 119 ] |         |
| 12e épisode          | 13 novembre 2020  | Équipe de Dorian         | Brice               | Ava             | 6-1-1         | Jour 35       | [ 120 ] |         |
| 13e épisode          | 20 novembre 2020  | Angélique                | Loïc                | Angélique       | 4-3           | Jour 38       | [ 121 ] |         |
|                      |                   | Épreuve d'orientation    | Épreuve des poteaux | Conseil final   | Conseil final | Conseil final |         |         |
| 14e épisode (finale) | 27 novembre 2020  | Loïc, Brice et Alexandra | Brice               | Alexandra       | 7-5           | Vainqueur     | [ 122 ] |         |
| 15e épisode (finale) | 4 décembre 2020   | Loïc, Brice et Alexandra | Brice               | Alexandra       | 7-5           | Vainqueur     | [ 123 ] |         |

#### Colliers d'immunité
| Objets              | Localisation ou circonstance     | Propriétaire d'origine | Autre(s) propriétaire(s) | Utilisation   | Utilisation   | Utilisation                    | Utilisation   | Détails       |
| Objets              | Localisation ou circonstance     | Propriétaire d'origine | Autre(s) propriétaire(s) | Statut        | Épisode       | Votes annulés sur nombre total | Réf.          | Détails       |
| ------------------- | -------------------------------- | ---------------------- | ------------------------ | ------------- | ------------- | ------------------------------ | ------------- | ------------- |
| Colliers d'immunité | Camp des Tokalo                  | Non découvert          | Non découvert            | Non découvert | Non découvert | Non découvert                  | Non découvert | Non découvert |
| Colliers d'immunité | Camp des Ceva                    | Aubin (jour 7 – 11)    | Aucun                    | Utilisé       | 4e            | 4/5                            | [ 111 ]       | [ n° 19 ]     |
| Colliers d'immunité | Camp des Vakara                  | Estelle (jour 8)       | Aucun                    | Utilisé       | 3e            | 5/6                            | [ 110 ]       | [ n° 19 ]     |
| Colliers d'immunité | Épreuve de confort du 5e épisode | Alix (jour 12 – 23)    | Dorian (jour 23)         | Utilisé       | 8e            | 1/14                           | [ 116 ]       | [ n° 19 ]     |
| Colliers d'immunité | Camp des Vualiku                 | Lola (jour 11 – 38)    | Aucun                    | Utilisé       | 13e           | 0/7                            | [ 120 ]       | [ n° 20 ]     |
| Colliers d'immunité | Camp de la tribu réunifée        | Lola (jour 26 – 29)    | Angélique (jour 29)      | Utilisé       | 10e           | 6/13                           | [ 118 ]       | [ n° 20 ]     |

### Détails des votes
|                     | Tribus initiales | Tribus initiales                | Tribus initiales                | Tribus initiales | Tribus initiales | Tribus initiales | Tribus initiales | Tribus initiales | Tribus recomposées | Tribus recomposées | Tribus recomposées | Tribus recomposées | Tribu réunifiée | Tribu réunifiée | Tribu réunifiée | Tribu réunifiée | Tribu réunifiée | Tribu réunifiée | Tribu réunifiée | Tribu réunifiée | Tribu réunifiée | Tribu réunifiée | Tribu réunifiée | Tribu réunifiée | Tribu réunifiée | Tribu réunifiée |
| ------------------- | ---------------- | ------------------------------- | ------------------------------- | ---------------- | ---------------- | ---------------- | ---------------- | ---------------- | ------------------ | ------------------ | ------------------ | ------------------ | --------------- | --------------- | --------------- | --------------- | --------------- | --------------- | --------------- | --------------- | --------------- | --------------- | --------------- | --------------- | --------------- | --------------- |
| ►Épisode            | 1                | 2,[source secondaire souhaitée] | 2,[source secondaire souhaitée] | 3                | 4                | 4                | 4                | 4                | 5                  | 6                  | 7                  | 8,                 | 8,              | 9               | 9               | 10              | 11              | 11              | 12              | 12              | 13              | 14,             | 14,             | 15              | 15              | 15              |
| ►Éliminé ou abandon | Marie-France     | François                        | Carole                          | Diane            | Samuel           | Diane            | Estelle          | Mathieu          | Adrien             | Aubin              | Sébastien          | Marie-France       | Hadja           | Bertrand-Kamal  | Joaquina        | Jody            | Laurent         | Alix            | Fabrice         | Ava             | Angélique       | Dorian          | Lola            | Loïc            | Brice           | Alexandra       |
| ►Votes              | 5/6              | 0                               | 5/6                             | 1/6              | 0                | 4/5              | 3/5              | 1/5              | 7/9                | 6/10               | 5/8                | 2                  | 7/14            | 0               | 7/13            | 4/13            | 6/11            | 0               | 0               | 6/8             | 4/7             | 0               | 0               | 1               | 5/12            | 7/12            |
| ▼Candidats          | Votes            | Votes                           | Votes                           | Votes            | Votes            | Votes            | Votes            | Votes            | Votes              | Votes              | Votes              | Votes              | Votes           | Votes           | Votes           | Votes           | Votes           | Votes           | Votes           | Votes           | Votes           | Votes           | Votes           | Votes           | Votes           | Votes           |
| Alexandra           |                  |                                 |                                 |                  |                  |                  |                  |                  |                    | Jody               |                    |                    | Hadja           |                 | Joaquina        | Angélique       | Laurent         |                 |                 | Ava             | Brice           |                 |                 |                 | Jury final      | Jury final      |
| Brice               |                  |                                 |                                 | Estelle          |                  |                  | Estelle          |                  | Adrien             |                    | Sébastien          |                    | Angélique       |                 | Alexandra       | Angélique       | Laurent         |                 |                 | Lola            | Angélique       |                 |                 | Loïc            | Jury final      | Jury final      |
| Loïc                |                  |                                 |                                 |                  |                  |                  |                  |                  |                    | Aubin              |                    | Marie-France       | Dorian          |                 | Lola            | Angélique       | Brice           |                 |                 | Ava             | Angélique       |                 |                 |                 |                 | Alexandra       |
| Lola                | Marie-France     |                                 |                                 |                  |                  | Diane            |                  |                  |                    | Aubin              |                    |                    | Hadja           |                 | Joaquina        | Jody            | Brice           |                 |                 | Ava             | Brice           |                 |                 |                 |                 | Alexandra       |
| Dorian              |                  |                                 |                                 | Estelle          |                  |                  | Estelle          |                  |                    | Aubin              |                    |                    | Hadja           |                 | Joaquina        | Angélique       | Fabrice         |                 |                 | Ava             | Angélique       |                 |                 |                 | Brice           |                 |
| Angélique           | Marie-France     |                                 |                                 |                  |                  | Diane            |                  |                  |                    | Jody               |                    |                    | Hadja           |                 | Joaquina        | Jody            | Laurent         |                 |                 | Ava             | Brice           |                 |                 |                 |                 | Alexandra       |
| Ava                 |                  |                                 | Carole                          |                  |                  |                  |                  | Aubin            | Adrien             |                    | Marie-France       |                    | Angélique       |                 | Lola            | Angélique       | Laurent         |                 |                 | Dorian          |                 |                 |                 |                 | Brice           |                 |
| Fabrice             | Marie-France     |                                 |                                 |                  |                  | Diane            |                  |                  | Joaquina           |                    | Marie-France       |                    | Laurent         |                 | Joaquina        | Jody            | Laurent         |                 |                 |                 |                 |                 |                 |                 | Brice           |                 |
| Alix                |                  |                                 | Carole                          |                  |                  |                  |                  | Aubin            |                    | Jody               |                    |                    | Hadja           |                 | Joaquina        | Jody            | Fabrice         |                 |                 |                 |                 |                 |                 |                 |                 | Alexandra       |
| Laurent             |                  |                                 |                                 |                  |                  |                  |                  |                  |                    | Aubin              |                    |                    | Hadja           |                 | Joaquina        | Fabrice         | Fabrice         |                 |                 |                 |                 |                 |                 |                 |                 | Alexandra       |
| Jody                |                  |                                 |                                 | Estelle          |                  |                  | Estelle          |                  |                    | Aubin              |                    |                    | Hadja           |                 | Lola            | Fabrice         |                 |                 |                 |                 |                 |                 |                 |                 |                 | Alexandra       |
| Joaquina            |                  |                                 |                                 |                  |                  |                  |                  |                  | Adrien             |                    | Sébastien          |                    | Angélique       |                 | Lola            |                 |                 |                 |                 |                 |                 |                 |                 |                 | Brice           |                 |
| Bertrand-Kamal      |                  |                                 |                                 |                  |                  |                  |                  |                  | Adrien             |                    | Sébastien          |                    | Angélique       |                 |                 |                 |                 |                 |                 |                 |                 |                 |                 |                 |                 | Alexandra       |
| Hadja               |                  |                                 |                                 |                  |                  |                  |                  |                  | Adrien             |                    | Sébastien          | Marie-France       | Angélique       |                 |                 |                 |                 |                 |                 |                 |                 |                 |                 |                 | Brice           |                 |
| Marie-France        | Angélique        | [ n° 37 ]                       |                                 | Estelle          |                  |                  | Jody             |                  | Adrien             |                    | Sébastien          |                    |                 |                 |                 |                 |                 |                 |                 |                 |                 |                 |                 |                 | [ n° 38 ]       | [ n° 38 ]       |
| Sébastien           |                  |                                 | Carole                          |                  |                  |                  |                  | Aubin            | Adrien             |                    | Marie-France       |                    |                 |                 |                 |                 |                 |                 |                 |                 |                 |                 |                 |                 |                 |                 |
| Aubin               |                  |                                 | Carole                          |                  |                  |                  |                  | Mathieu          |                    | Jody               |                    |                    |                 |                 |                 |                 |                 |                 |                 |                 |                 |                 |                 |                 |                 |                 |
| Adrien              | Marie-France     |                                 |                                 |                  |                  | Diane            |                  |                  | Joaquina           |                    |                    |                    |                 |                 |                 |                 |                 |                 |                 |                 |                 |                 |                 |                 |                 |                 |
| Mathieu             |                  |                                 | Carole                          |                  |                  |                  |                  | Aubin            |                    |                    |                    |                    |                 |                 |                 |                 |                 |                 |                 |                 |                 |                 |                 |                 |                 |                 |
| Estelle             |                  |                                 |                                 | Diane            |                  |                  | Jody             |                  |                    |                    |                    |                    |                 |                 |                 |                 |                 |                 |                 |                 |                 |                 |                 |                 |                 |                 |
| Diane               |                  |                                 |                                 | Estelle          | [ n° 39 ]        | Adrien           |                  |                  |                    |                    |                    |                    |                 |                 |                 |                 |                 |                 |                 |                 |                 |                 |                 |                 |                 |                 |
| Samuel              | Marie-France     |                                 |                                 |                  |                  |                  |                  |                  |                    |                    |                    |                    |                 |                 |                 |                 |                 |                 |                 |                 |                 |                 |                 |                 |                 |                 |
| Carole              |                  |                                 | Ava                             |                  |                  |                  |                  |                  |                    |                    |                    |                    |                 |                 |                 |                 |                 |                 |                 |                 |                 |                 |                 |                 |                 |                 |
| François            |                  |                                 |                                 |                  |                  |                  |                  |                  |                    |                    |                    |                    |                 |                 |                 |                 |                 |                 |                 |                 |                 |                 |                 |                 |                 |                 |
| Pénalité            |                  |                                 |                                 |                  |                  |                  |                  |                  |                    | Aubin              |                    |                    |                 |                 |                 | Alexandra       |                 |                 |                 |                 |                 |                 |                 |                 |                 |                 |
| Vote noir           |                  |                                 |                                 |                  |                  |                  |                  |                  |                    |                    |                    |                    |                 |                 | Lola            | Angélique       | Laurent         |                 |                 | Ava             | Angélique       |                 |                 |                 |                 |                 |

## Résumés détaillés

### 1erépisode
Cet épisode est diffusé le 28 août 2020.

#### Jour 1: découverte des aventuriers, course poursuite pour l'épreuve de confort, premier séjour sur l'Îlot de l'exil
Les aventuriers arrivent en barque sur l'île où ils retrouvent Denis Brogniart. Les équipes sont déjà constituées, puisque les candidats sont répartis selon leur région de résidence. Denis leur donne alors leur bandeau et annonce le nom des équipes, le bleu pour le Sud : les Ceva ; l'orange pour l'Ouest : les Vakara ; le vert pour l'Est : les Tokalo et le violet pour le Nord : les Vualiku.

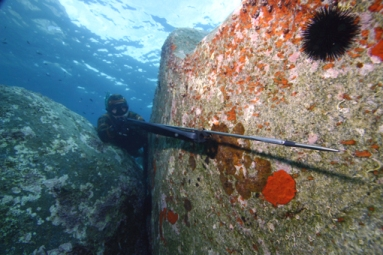
Le fusil harpon fait partie de l’incontournable kit de pêche, remporté par la tribu de l'Ouest - Illustration.

Peu de temps après, Denis annonce que la première épreuve de confort a lieu immédiatement. Il énonce ainsi les nouvelles règles : pour l'équipe vainqueur, une récompense à choisir parmi deux ; pour celle arrivant en deuxième position, la récompense restante ; pour les troisièmes, ni avantage, ni inconvénient ; enfin, pour l'équipe arrivant dernière, 24 h à passer sur l'îlot de l'exil, une île sans ressource. Les quatre équipes vont se livrer à une course poursuite. Placées à équidistance autour d'un cercle de 180 m de diamètre, le but pour chacune des équipes, alourdies d'une corde de 50 kg à porter sur les épaules, est de rattraper celle qui se trouve devant elle. Le départ est donné, et finalement, ce sont les verts qui se font rattraper en premier, suivis des violets. Les bleus et les oranges se retrouvent donc en finale. En jeu, deux kits : l'un de pêche, avec hameçons, filet de pêche, fusil harpon, masque, palmes, etc. ; l'autre de terre, avec marteau, clous, planches, corde, scie, fil de fer et un piège. La deuxième manche est ainsi lancée, sur le même principe que la première, le cercle étant réduit à 90 m de diamètre. Finalement, les Ceva se font rattraper, donnant la victoire aux Vakara. Après concertation, les oranges décident de repartir avec le kit de pêche, laissant aux sudistes, le kit de terre. Les tribus peuvent alors regagner leur campement, où Denis leur indique qu'ils trouveront une marmite, des machettes et 300 g de riz, ainsi que des colliers d'immunité individuels qui ont été cachés ; sauf la tribu de l'Est, qui part directement sur l'îlot de l'exil.
Les aventuriers découvrent leurs campements respectifs. Du côté de l'Ouest, la victoire est célébrée par une baignade, mais Estelle ne cesse de rappeler qu'il faut commencer à s'organiser. François lui conseille de se détendre. Dorian parvient rapidement à trouver le point d'eau. Au Sud, les aventuriers peuvent construire leur cabane, grâce au kit de terre amassé. Sébastien mène les travaux, qui avancent vite. Pour le Nord, c'est Marie-France qui trouve l'eau. La baignade suit. Enfin, pour la tribu de l'Est, qui arrive sur l'îlot de l'exil, le moral est bas. Ils décident de chercher des noix de coco. Alexandra est d'ailleurs malade et n'a plus de voix. Hadja la considère déjà comme un boulet.

#### Jour 2: une course en relais pour l'épreuve d'immunité
Au matin du 2e jour, les sudistes parviennent à faire le feu. Juste avant la convocation pour l'épreuve d'immunité.
Toutes les équipes se retrouvent. Le principe est simple : les aventuriers doivent récupérer une hache tribale, enfermée dans une malle, disposée au bout d'un parcours de quatre obstacles. Le tout en relais, dans un temps imparti pour chaque aventurier. Il faut d'abord creuser le sable pour passer sous une poutre et commencer à construire un pont de planches. Il n'y a qu'une seule position possible pour disposer les planches. Le troisième obstacle est une porte attachée par une corde qu'il faut défaire. Pour passer le dernier obstacle, il faut ramper sous un filet en poussant des rondins devant soi. Enfin, il faut ouvrir la malle entravée par des cordes, extirper des sacs pour accéder à la hache et revenir par le parcours. Finalement, ce sont les verts qui terminent en premier, suivis des bleus. L'Ouest termine troisième. Enfin, les violets du Nord écopent de la quatrième et dernière place, signifiant qu'ils iront au conseil le lendemain.
Les tribus regagnent leur campement. Du côté de l'Est, la victoire est appréciée. Ils peuvent partir à la découverte de leur camp, où ils trouvent rapidement le point d'eau. Ils ont la chance d'avoir une rivière sur leur île. Ils tentent même de faire le feu avec des cheveux d'Hadja.
Pour les nordistes, place à la stratégie, notamment avec Adrien, qui rallie d'un côté Angélique et Lola et de l'autre, Marie-France et Fabrice. Tous réfléchissent au conseil du lendemain. Marie-France part à la recherche d'un collier d'immunité. Adrien et Fabrice tentent de faire du feu. Lola n'a pas du tout confiance en Adrien. Marie-France et Angélique ont déjà l'intention de voter l'une contre l'autre. Pendant ce temps, Samuel médite sur la plage.
À l'Ouest, la marée montante a emporté les vêtements de certains durant l'épreuve d'immunité, notamment le maillot de bain de François, qu'il ne retrouve pas. Jody rapporte de la canne à sucre, François affirme que ce n'est pas de la canne à sucre mais que c'est super bon.

#### Jour 3: premier conseil de l'aventure
Au réveil, les aventuriers sont fatigués, car il a beaucoup plu au cours de la nuit. Les violets n'ont pas construit une cabane assez étanche. Les verts n'ont pas construit de cabane du tout, mais rient beaucoup. Les oranges, très désorganisés, n'ont de plus aucune notion de survie, ni aucune expérience de la pêche. François décide d'essayer de pêcher au harpon, avec Brice, mais sans succès, ce qui le déprime.
Pour les bleus, qui ont profité des planches et des outils pour faire une cabane solide, tout va bien. Ils ont trouvé des crabes et des oursins, ce qui est une grande découverte pour Aubin.
Pendant ce temps, Les violets parlent stratégie par petits groupes. Adrien assure Marie-France qu'il préfère continuer avec elle plutôt qu'Angélique, à laquelle il a dit le contraire. Il essaie de convaincre Samuel de participer à une stratégie mais celui ci n'est pas intéressé et repart méditer sur la plage.
Au conseil, qui débute avec la chanson Les Corons reprise en chœur, Marie-France expose les stratégies d'Adrien, et déclare qu'elle n'a pas d'affinité avec Angélique, à laquelle elle reproche de ne pas être venue lui parler. Marie-France vote contre Angélique, mais est finalement éliminée à l'unanimité des voix.

### 2eépisode
Cet épisode est diffusé le 4 septembre 2020.

#### Jour 4: les spécialités régionales à l'honneur pour l'épreuve de confort
| Les vainqueurs peuvent choisir parmi des spécialités régionales : de l'Ouest ; de l'Est ; du Sud ; du Nord (de haut en bas) - Illustration. |

Les violets rentrent sur leur camp après le conseil. Adrien, content de ses stratégies, laisse Fabrice s'escrimer à essayer de faire le feu. Angélique est soulagée de ne pas avoir été éliminée. Du côté des oranges, le mot d'ordre est repos. Les aventuriers souhaitent s'économiser avant le jeu de confort, sauf Estelle, qui s'est levée plus tôt pour ramasser des branchages. Ceci agace certains de ses coéquipiers, notamment François, qui cependant retrouve vite le sourire, lorsqu'il récupère son maillot de bain, qui était en train de flotter dans l'océan. Chez les verts, la faim est très présente. Ils ne veulent pas retourner sur l'îlot de l'exil, mais ils rient, grâce aux plaisanteries de Bertrand-Kamal et Loïc. La pluie se remet à tomber. L'épreuve de confort est alors annoncée.
C'est une épreuve aquatique qui attend les aventuriers. Sept bouées sont disposées dans l'eau, avec une pierre accrochée au bout. Les candidats doivent s'élancer en relais, pour ramener toutes les pierres, de la plus proche à la plus éloignée. Deux sont placées à 15 m du ponton, deux à 17 m et enfin, trois à 20 m. Pour la récompense, ce sont les spécialités régionales qui sont mises à l'honneur : un repas de l'Ouest, avec escalope normande, sauce à la crème et aux champugnons, tagliatelles, et gâteau basque ; un repas de l'Est, avec un gratin de crozets, des saucisses, et une tarte aux pralines ; un repas du Sud, avec bouillabaisse, rouille et croûtons, et un gâteau ardéchois, accompagné de crème de marrons ; enfin, un repas du Nord, avec une carbonade flamande (du bœuf mijoté et des pommes de terre), et un flan parisien. Juste avant que l'épreuve ne commence, Denis Brogniart procède à un tirage au sort afin de respecter l'équité numérique entre les tribus de l'ouest, du sud et de l'est, de celle du nord. Ce sont finalement Sébastien (Sud), Diane (Ouest) et Bertrand-Kamal (Est) qui ne participent pas à cette épreuve, lancée par Denis. Finalement, ce sont les bleus qui parviennent à ramener leurs sept pierres en premier. Bien organisés, ils compensent les faiblesses en natation de Carole et Aubin en laissant les bons apnéistes tels Alix et surtout Matthieu rapprocher les pierres afin qu'ils n'aient qu'un minimum d'efforts à fournir. La deuxième place est pour les oranges. Les violets terminent troisièmes, alors que les verts sont encore une fois derniers, notamment à cause d'Hadja, qui leur a fait perdre du temps en allant chercher des pierres sans en déplacer aucune, et ce, à 4 reprises.
Les candidats sont réunis, et l'équipe du Sud décide de repartir avec le repas de l'Ouest (privilégiant celui qui donne le plus de force). L'équipe de l'Ouest choisit le repas de l'Est. Tous les aventuriers rentrent sur leur camp, sauf les verts, qui repartent pour 24 h sur l'îlot de l'exil.
Au Sud comme à l'Ouest, on savoure et déguste les plats régionaux qui ont été apportés sur leur camp. Pour l'Est, c'est plus compliqué, notamment pour Alexandra, qui est très faible, certains redoutant un abandon, mais Bertrand-Kamal remonte le moral de l'équipe.

#### Jour 5: de la réflexion pour l'épreuve d'immunité, premier abandon médical, grosses tensions chez les bleus
Chez les violets, Lola se réveille avec l’œil gonflé. L'équipe ne veut pas repartir au conseil. L'épreuve d'immunité est annoncée.
Tous les candidats sont réunis, et l'équipe du Sud annonce qu'elle a gardé un peu de gâteau basque, pour l'équipe de l'Est, qui rentre pour la deuxième fois de l'îlot de l'exil.
Le principe de cette épreuve d'immunité est simple. Les aventuriers de chaque tribu sont reliés entre eux, et doivent venir à bout d'un parcours de six obstacles oú ils doivent passer une échelle, puis se frayer un chemin dans des cordages enchevêtrés, ramper et creuser un passage sous une poutre, le tout sous la pluie. À l'arrivée, ils se trouvent devant une table tournante, avec six colonnes, de six couleurs différentes, qu'ils doivent remplir de cinq boules de la bonne couleur. Avant de débuter, il est procédé à un tirage au sort pour respecter l'équité. Ce sont Hadja (Est), Alix (Sud) et François (Ouest) qui tirent la boule noire. Ils sont donc exemptés pour cette épreuve. Finalement, ce sont les verts qui terminent en premier, grâce à l'esprit méthodique d'Alexandra, qui prend les commandes. Ils sont suivis de très peu par les oranges. Les violets complètent le podium, laissant la défaite aux bleus.
Les aventuriers retrouvent leur camp. Pour les sudistes, place à la réflexion en vue du conseil qui a lieu le soir-même. Mathieu et Aubin sont francs et annoncent à Carole qu'ils veulent voter contre elle. Cette dernière, vexée, part à la recherche d'un collier d'immunité. Pendant ce temps, la tribu de l'Ouest retrouve son campement, sans François, qui s'est blessé en célébrant la victoire de son équipe lors de l'épreuve d'immunité. Il est gardé en observation par le médecin, ce qui inquiète ses coéquipiers. Un peu plus tard, Denis arrive sur le camp avec Marie-France. Tous comprennent que François ne reviendra pas, il souffre d'une déchirure musculaire au mollet qui le contraint à l'abandon médical. C'est donc Marie-France, la dernière candidate éliminée, qui prend sa place. Dans la tribu du Sud, Carole réunit tous ses coéquipiers, et reproche, notamment à Alix, d'avoir été mise à l'écart. Une dispute éclate alors entre les deux. Elle reproche aussi à Aubin le fait que, de par sa corpulence, il pénalise l'équipe durant les épreuves.
Au conseil, Carole vote contre Ava[source secondaire souhaitée], mais est finalement éliminée à l'unanimité des voix.

### 3eépisode
Cet épisode est diffusé le 11 septembre 2020.
Juste avant le début de ce dernier, Denis Brogniart rend hommage à Bertrand-Kamal, candidat de la tribu de l'Est, décédé le 10 septembre 2020, des suites d'un cancer. Au cours d'un préambule, il « essaie de le décrire en quelques minutes, de parler de lui. De lui dire surtout [que la production] lui dédie cette émission, [...] [qu'il] ne l'oublier[a] pas »,,.

#### Jour 6: construction des radeaux

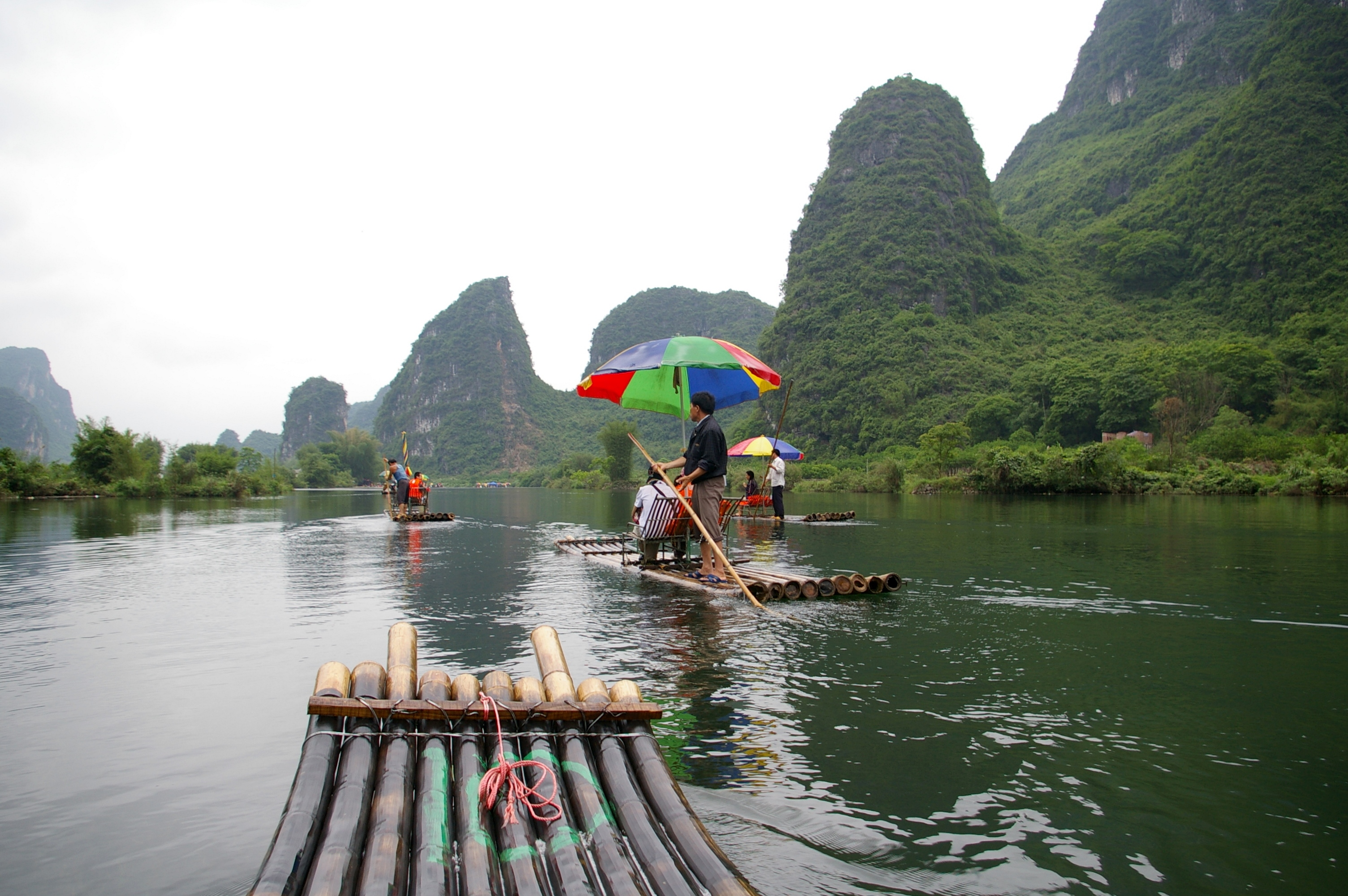
Les aventuriers doivent construire le meilleur radeau en bambous possible - Illustration.

De retour sur leur camp après le conseil, les bleus se sentent soudés. Du côté des oranges, Marie-France est heureuse. Elle part chercher des crabes et des noix pour toute l'équipe. Chez les violets, Samuel souffre du tendon d'Achille depuis l'épreuve aquatique du 4e jour. Il a mal lorsqu'il pose le pied au sol. Une bouteille arrive alors sur les camps.
Elle indique aux aventuriers qu'ils doivent construire un radeau, pour l'épreuve du lendemain. Au Nord, Samuel prend les choses en main, mais Adrien n'est pas d'accord avec lui. À l'Est, c'est Alexandra qui dirige, ce qui n'est pas pour plaire à Hadja. Bertrand-Kamal, inquiet qu'Alexandra ne soit intimidée par Hadja, prend sa défense. À l'Ouest, Diane se propose à la construction, mais Estelle n'est pas d'accord. C'est finalement Jody, ostréicultrice de profession, qui prend en charge la construction. Enfin, au Sud, l'équipe est confiante. Ils ont vite avancé dans la construction de leur radeau et commencent à définir les différentes positions. Chez les Vualiku (nord), le test du radeau n'est pas concluant, ce dernier coule sous le poids des aventuriers. Cela tend Samuel, notamment à cause de la douleur provoquée par sa blessure. Finalement, il se résout à appeler le médecin, et part en observation à l'infirmerie pour la nuit.

#### Jour 7: une course et de la réflexion pour le confort,3edépartpourl'îlot de l'exil
L'épreuve de confort est rapidement annoncée. Tous constatent le départ de François, remplacé par Marie-France. Samuel reste en observation. Par conséquent, cette épreuve verra s'affronter quatre aventuriers de chaque tribu. Le principe est le suivant : les équipes doivent naviguer jusqu'à une plateforme, située à 150 m du rivage. Au niveau de celle-ci, deux pagaies sont immergées à 2 m de profondeur. Les aventuriers doivent les récupérer et regagner la plage, où sont disposées neuf autres pagaies. Avec leur onze pagaies, ils doivent reconstituer une fresque, sur le principe des dominos (chaque forme, doit correspondre à celle qui se trouve à côté). Denis Brogniart procède à un tirage au sort, et chez les verts, Bertrand-Kamal et Joaquina sont dispensés ; Sébastien chez les bleus ; et enfin, Diane et Marie-France chez les oranges. Le départ est donné, et rapidement, les bleus, les oranges et les violets se retrouvent empêtrés. Tous se dégagent, mais les oranges ont des difficultés à atteindre leur plateforme. La tribu du Nord est la première à récupérer les deux pagaies, suivie du Sud. Viennent ensuite l'Est. Puis l'Ouest avec du retard. Tous regagnent alors la plage. Finalement, les verts, l'emportent. Les bleus écopent de la deuxième place, suivis des oranges. Les violets sont derniers et partent pour l'îlot de l'exil. La tribu de l'Est a alors le choix entre deux pizzas au poulet, ou deux allumettes. Ils choisissent les pizzas, laissant les allumettes au Sud, seule tribu à avoir le feu.
De retour sur le camp, les verts sont heureux. Ils savourent leurs pizzas. Les bleus ne comprennent pas leur choix. Aubin, qui se sait menacé, choisit profiter que tout le monde va chercher de la nourriture pour partir à la recherche du collier d'immunité. Il va vers le Sud de l'île (en référence au nom de leur tribu). Pour les oranges, c'est Estelle qui est considérée comme étant responsable de leur défaite. Jody décide alors de partir à la recherche d’huîtres. De retour chez les bleus, la technique et la persévérence d'Aubin ont payé, puisqu'il trouve le collier d'immunité individuel caché sur le camp. Un mot associé lui indique que ce dernier n'est valable que jusqu'à la réunification. À l'Ouest, Diane confirme à Estelle qu'elle est considérée comme responsable de la défaite de l'équipe. Cette dernière, après s'être isolée un moment, décide donc de partir en quête d'un collier d'immunité. Au Nord, les aventuriers découvrent à quatre l'îlot de l'exil. Ils trouvent le camp très sommaire laissé par la tribu de l'Est et ne sont pas confiants pour la nuit à venir.

#### Jour 8: de l'agilité pour l'épreuve d'immunité, issue inattendue du conseil
Au matin du 8e jour, la tribu du Sud a attrapé un rat grâce au piège qu'ils ont gagné. Sébastien propose alors de le manger, mais l'équipe, craignant une intoxication alimentaire liée aux maladies pouvant être apportées par l'animal, décide finalement de le relâcher. L'épreuve d'immunité est annoncée.
Toutes les équipes se retrouvent et Samuel reste en observation à l'infirmerie. C'est donc toujours à quatre que les équipes vont disputer l'épreuve, dont le principe est le suivant : faire partir une boule d'un point de départ (une gouttière) et la faire arriver dans un réceptacle. Pour ce faire, elle doit passer de planche en planche, celles-ci étant articulées et contrôlées par les aventuriers. Avant cela, les boules doivent être récupérées dans des sacs, accrochés en hauteur. Denis procède au tirage au sort, et chez les bleus, c'est Ava qui tire la boule noire, ne participant donc pas à l'épreuve ; chez les oranges, ce sont Diane et Dorian ; et chez les verts, Laurent et Hadja. L'épreuve est lancée et finalement, ce sont les verts qui l'emportent, pour la troisième fois consécutive, suivis des violets. Les bleus terminent troisièmes et les oranges derniers. Cela signifie qu'ils iront au conseil le soir même.
De retour sur le camp, l'équipe de l'Ouest fait comprendre à Estelle qu'elle est tenue pour responsable de la défaite et qu'elle n'a pas le niveau sur les épreuves, bien que lors du dernier jeu, Jody n'ait pas été plus efficace. Estelle part donc en quête du collier d'immunité. Les verts de l'Est sont heureux et se détendent à la rivière. Sur l'île des orange, Estelle, bien que surveillée par Marie-France, parvient à trouver le collier et à le cacher, pendant que ses coéquipiers tentent de faire le feu. Diane, qui l'a vue ranger quelque chose dans son sac, a très envie de fouiller dans son sac pendant qu'elle s'absente pour aller chercher de l'eau, mais Brice dit que c'est hors de question.
Au conseil, Estelle sort son collier d'immunité, ce qui annule cinq voix qui étaient dirigées contre elle. Il ne reste donc qu'un seul bulletin (le sien), au nom de Diane, qui est alors éliminée. Cette dernière part stupéfaite et en larmes, et demande à ses coéquipiers de la venger dès que possible.

### 4eépisode
Cet épisode est diffusé le 18 septembre 2020.

#### Jour 9: deuxième abandon médical, force et agilité pour l'épreuve de confort
Au matin du 9e jour, l'ambiance est tendue sur le camp orange. Les jeunes en veulent à Estelle d'avoir éliminé Diane et estiment qu'elle n'a pas sa place dans l'équipe. Du côté des verts, personne ne souhaite retourner sur l'îlot de l'exil. L'épreuve de confort est annoncée.

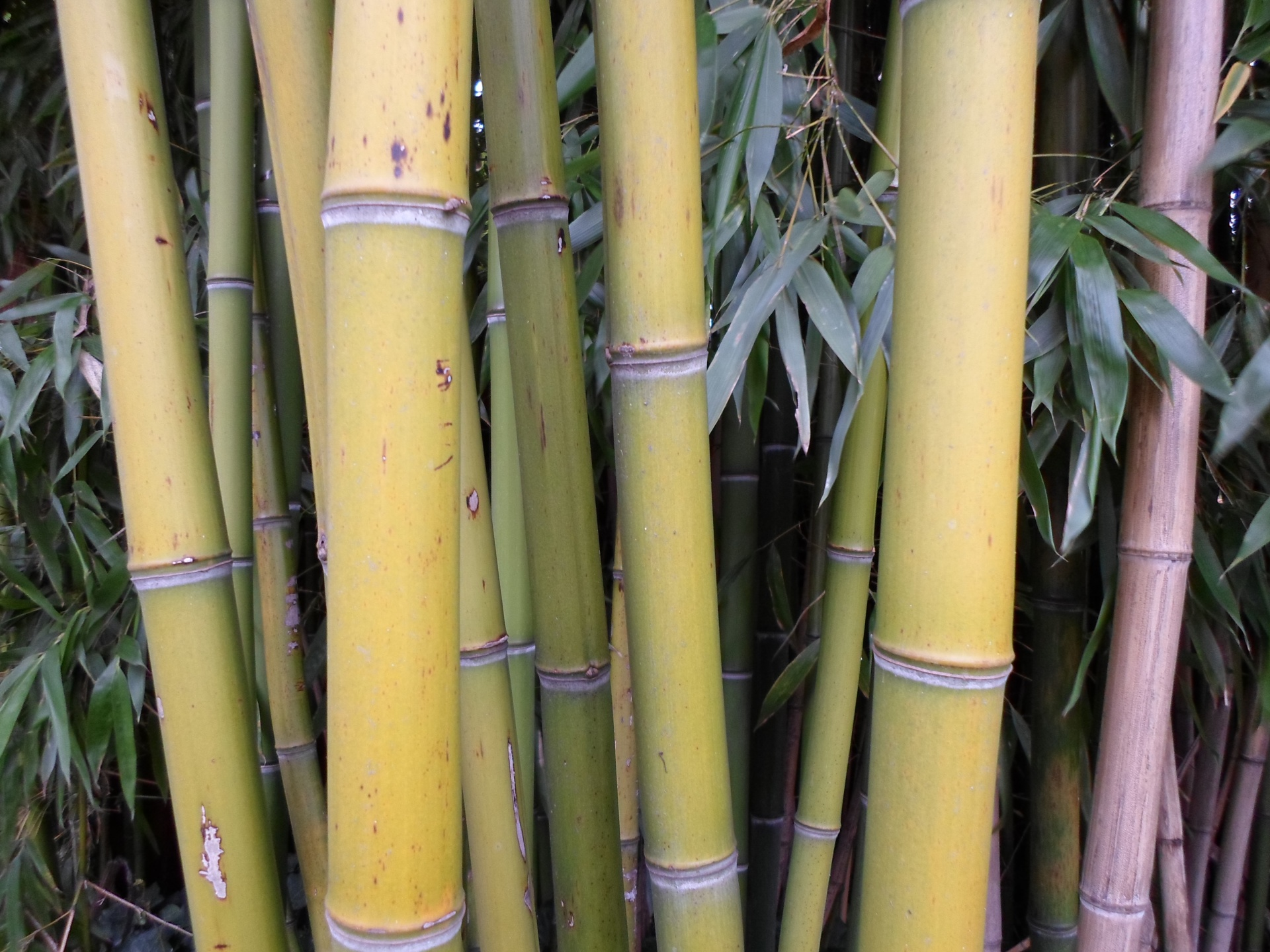
Les aventuriers doivent porter un bambou de près de 2 m de long, sur leur crâne - Illustration.

Toutes les équipes se retrouvent, et Denis Brogniart commence par annoncer que Samuel, qui était resté en observation à l'infirmerie, ne reviendra pas. Il est contraint à l'abandon médical à cause de sa blessure. Diane, dernière éliminée, réintègre donc le jeu pour le remplacer. Elle déclare qu'elle pense qu'Estelle ne restera pas longtemps. Denis poursuit en détaillant le principe de l'épreuve, qui est un classique de Koh-Lanta : les aventuriers doivent tenir le plus longtemps possible avec un bambou de près de 2 m de long, posé sur leur crâne. Si une équipe l'emporte, en ayant encore deux aventuriers en course, elle bénéficiera d'un bonus. Pour respecter l'équité numérique, un tirage au sort est effectué dans la tribu de l'Est, et c'est Loïc qui ne participe pas à l'épreuve. Le départ est donné et c'est Adrien (nord) qui lache en premier après 50 secondes, suivi successivement par Sébastien, (sud), Brice (ouest), Diane (nord), Fabrice (nord) au bout de 5 min 20, Dorian (ouest) au bout de 7 min 15, Lola (nord), Laurent (est) après 10 minutes, puis Alix (sud), Aubin (sud), Jody (ouest), Ava (sud). Au bout de 23 min 30minutes, Matthieu,le dernier représentant du sud flanche, c'est donc l'équipe bleue qui partira pour l'îlot de l'exil. Angélique, dernière représentante du nord, lache après 24 min 40, son équipe termine troisième. Bertrand-Kamal (est) lache au bout de 27 min 20, suivi de Marie-France (ouest) après 30 min 30. Le sort de la tribu de l'ouest repose sur Estelle, qui sans son collier aurait été éliminée la veille. Alexandra (est) lache après 31 minutes. Estelle (ouest) finit par lacher après plus de 45 minutes, et l'équipe verte gagne avec encore 2 membres de l'équipe, Joaquina et Hadja. Ils donc le choix entre : des frites et des brochettes de bœuf, ou une nuit à passer avec une famille de pêcheurs fidjiens. Ils choisissent rapidement la nuit chez l'habitant, laissant le repas à la tribu de l'Ouest. Étant donné que les verts l'ont emporté avec encore deux aventuriers en lice, ils remportent un kit pour faire le feu, avec des bambous secs. De leur côté, les Ceva partent pour l'îlot de l'exil.
De retour sur leur camp, les Vakara savourent leur récompense et Estelle est heureuse, car elle a pu faire ses preuves. Chez les Vualiku, Diane découvre le camp. Adrien n'est pas très rassuré, car il sent qu'elle pourrait se lier d'amitié avec les autres filles, faisant ainsi flancher sa stratégie, d'autant qu'elle repère aussitôt des huitres que personne n'avait remarquées. Pour les Tokalo, l'ambiance est tout autre, puisqu'ils sont accueillis avec des bananes et un verre de jus chez une famille fidjienne. Loïc et Bertrand-Kamal partent à la pêche avec leur hôte, tandis que le reste de l'équipe se balade dans les jardins. Les Ceva quant à eux arrivent sur l'îlot de l'exil. Ils savent que la nuit va être difficile. Ava bricole un abri en tirant parti des lianes. Pendant ce temps-là, la tribu de l'Est profite d'un bon repas, avec du poisson frit et des légumes du jardin. Ils s'endorment ensuite à l'abri sur des matelas.

#### Jour 10: une épreuve d'immunité très disputée, conseil surprise
Les verts sont réveillés par le petit-déjeuner, tandis que les violets ne veulent pas retourner au conseil. L'épreuve d'immunité est annoncée.
Toutes les équipes se rejoignent et Denis leur annonce que cette fois-ci, seule la victoire est gage de protection, car les équipes arrivant en 2e, 3e et 4e position vont devoir éliminer quelqu'un de leur tribu, avec une pénalité supplémentaire pour les derniers. Il explique ensuite le principe de l'épreuve, qui consiste en une course de 8 obstacles. Dans chaque tribu, un prisonnier est accroché à une corde, tout comme ses coéquipiers. Le but étant que le prisonnier arrive jusqu'au bout du parcours et se libère de la corde, pour donner la victoire à son équipe. Un tirage au sort est effectué dans la tribu de l'Est, et c'est Laurent qui tire la boule noire, l'exemptant ainsi pour cette épreuve. Au Nord, c'est Lola qui endosse le rôle de prisonnière ; Dorian à l'Ouest ; Mathieu pour le Sud ; et enfin, Loïc est le prisonnier de l'Est. L'épreuve est lancée, et c'est encore la tribu verte qui l'emporte, suivie des oranges. Les bleus complètent le podium, laissant la dernière place aux violets. Toutes les équipes repartent sur leurs camps, sauf celle du Nord, qui est arrivée 4e, et qui doit donc subir une pénalité. Cette dernière est simple, puisque leur conseil se déroule tout de suite, sans concertation. Après un rapide vote, Diane souhaite voir Adrien partir, mais elle est éliminée à l'unanimité par le reste de ses coéquipiers, bien que Lola ait identifié Adrien comme moins efficace sur les épreuves.
Les verts savourent leur victoire, car ils savent qu'ils vont rester au complet, et ils parviennent à faire le feu. Les bleus quant à eux découvrent que leur feu s'est éteint, mais décident de ne le rallumer que le lendemain, pour ne pas avoir à l'entretenir pendant la nuit, et ils se demandent qui voter. Même réflexion chez les oranges. Brice suit les deux anciennes pour éviter qu'elles ne cherchent un second collier.

#### Jour 11: un double conseil, nouveau rebondissement
Au réveil, les membres de la tribu du Nord partent à la recherche de collier d'immunité, que Lola trouve. Elle prend soin de le cacher dans ses cheveux. Estelle, dans la tribu de l'Ouest, continue à chercher un collier, mais en vain, puisqu'elle est constamment suivie par ses coéquipiers. Dans la tribu du Sud, tous cherchent aussi le collier, sans savoir qu'Aubin l'a déjà découvert. Ce dernier jubile.
Le conseil se déroule en présence des tribus de l'Ouest et du Sud, qui se retrouvent en même temps face à Denis. Les Vakara sont les premiers à voter, et malgré les deux voix contre Jody de Marie-France et Estelle, c'est finalement Estelle qui est éliminée par trois voix. Les Ceva votent ensuite, mais Aubin sort son collier d'immunité, ce qui annule quatre voix qui étaient dirigées contre lui. Il ne reste donc qu'un seul bulletin (le sien), au nom de Mathieu, qui est alors éliminé. Ce choix surprend ses coéquipiers.

### 5eépisode
Cet épisode est diffusé le 25 septembre 2020.

#### Jour 12: une épreuve de confort individuelle, recomposition des tribus
Au matin du 12e jour, les bleus doivent s'organiser sans Mathieu sur le camp. Ils trouvent d'ailleurs un lézard, qu'ils veulent élever et l'appellent Mathieu. Ils décident aussi de rallumer le feu qui s'était éteint, grâce aux allumettes remportées le 7e jour, et ils y parviennent. L'épreuve de confort est annoncée.

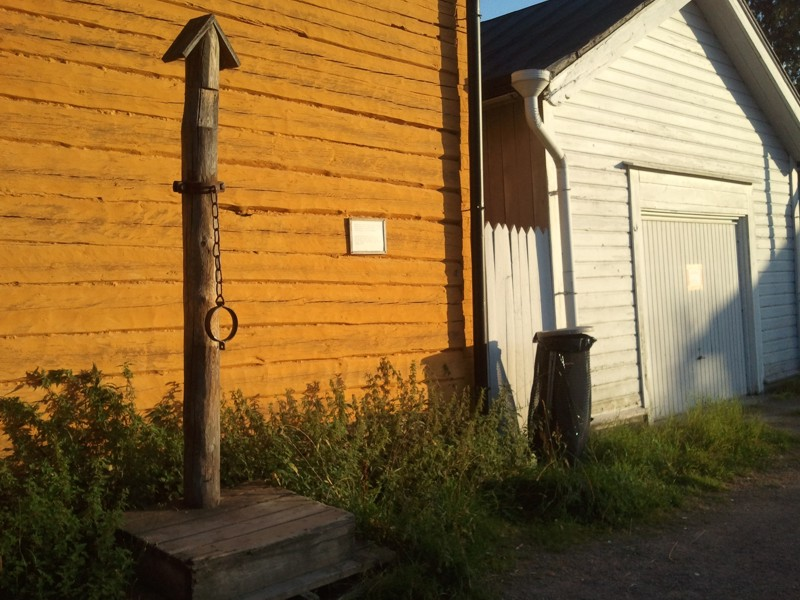
Pour l'épreuve de confort, les aventuriers sont placés dos à un pilori en bois - Illustration.

Les équipes se retrouvent et découvrent qui est parti après les 3 conseils des jours précédents. Ils sont notamment surpris du départ de Mathieu. Après discussions, Denis Brogniart leur annonce que pour la première fois, ce jeu de confort est individuel. Une récompense est donc accordée aux deux premiers, et celui qui termine dernier est pénalisé d'une voix lors du prochain conseil de sa tribu. Le but étant de se maintenir dos à un pilori, les pieds posés sur des petits taquets et les mains enlaçant le tronc au-dessus des épaules. L'épreuve est lancée, et Aubin tombe en premier, au bout d'1 min 6 s, aussitôt suivi de Jody, 1 min 15, Adrien (2 min 15), Joaquina, puis Angélique (5 min 20), Marie-France (9 min), Ava (12 min 50), Brice (19 min), Laurent, Sébastien (28 min). Au bout de 30 min, l'épreuve se complexifie, puisqu'ils doivent rester le dos droit et collé au poteau. Hadja et Alexandra tombent au bout de respectivement 33 et 34 minutes, puis Loïc et Lola, 36 et 37 minutes, puis Fabrice (56 mm). Au bout d'1 h, les aventuriers doivent tendre les bras et ne plus changer de position. Dorian finit troisième après 1 h 08 min. Finalement, c'est Alix, de l'équipe du Sud, qui l'emporte, face à Bertrand-Kamal, de l'Est, qui termine deuxième. Les aventuriers se retrouvent, et Aubin note son nom sur un bulletin, qui sera ajouté dans l'urne par Denis, lors du prochain conseil de sa tribu. Ensuite, les gagnants découvrent leur récompense. Pour Alix, un collier d'immunité individuel cessible et valable jusqu'à la réunification, ainsi que des foulards jaunes. Pour Bertrand-Kamal, des foulards rouges. Tous comprennent alors que les tribus régionales n'existent plus, puisqu'Alix et Bertrand-Kamal sont les chefs d'équipe des nouvelles tribus : rouge et jaune. Ils choisissent alors chacun leur tour dans chaque équipe, pour former une nouvelle équipe avec 9 membres de part et d'autre, et finalement, la composition est la suivante : pour les Vuro (jaune) : Alix, Dorian, Jody, Lola, Angélique, Loïc, Laurent, Alexandra, Aubin; pour les Sayake (rouge) : Bertrand-Kamal, Brice, Marie-France, Fabrice, Adrien, Hadja, Joaquina, Sébastien, Ava. Les deux nouvelles tribus repartent avec 2 kg de riz et le feu.
Les jaunes s'établissent sur l'ex-camp de l'Ouest, qu'ils découvrent et explorent. Alix déclare à son équipe qu'elle a choisi chacun d'entre eux et explique comment elle voit son rôle de capitaine. Les rouges s'établissent quant à eux sur l'ex-camp du Nord. Directement, Adrien relance ses stratégies. Il veut notamment s'allier avec Marie-France, qui lui donne son accord, mais qui annonce, face caméra, qu'elle lui a menti. Ils mangent tous du riz, grâce au feu remporté.

#### Jour 13: les rouges et les jaunes prennent leurs marques
Ce 13e jour est consacré à la rencontre des aventuriers et des nouveaux camps.
Les rouges mangent à nouveau du riz au réveil, tandis que chez les jaunes, Laurent attrape des crabes, avec l'aide d'Angélique. Ils dégustent une soupe de crabes et les filles se font mutuellement des nattes. Adrien chez les rouges poursuit la mise en place des stratégies, dans l'objectif d'éliminer les anciens verts. Marie-France prévient Bertrand-Kamal.

#### Jour 14: première épreuve d'immunité des nouvelles tribus, stratégies chez les rouges
Bertrand-Kamal sonde Adrien qui nie être proche de Marie-France, ce qui conforte BK dans sa méfiance envers le parisien.
L'épreuve d'immunité est rapidement annoncée.
Les équipes se retrouvent et Denis annonce qu'ils vont participer à la mythique épreuve des flambeaux. Le principe est simple : chaque équipe doit faire progresser son porte feu de 110 kg le long d'un parcours de cinq obstacles, avant d'arriver face à un mur quasi vertical. Ils doivent alors embraser leur vasque, à l'aide d'une torche et de huit pièces de bois qu'il faut pousser avec une longue perche, pour l'emporter. L'épreuve commence, et les jaunes ont rapidement une large avance, cependant rattrapée par les rouges lorsque Brice prend la direction des opérations dans le maniement de la perche, face à son ancien coéquipier, Dorian, qui dirigeait la perche pour son équipe. Mais ce sont finalement les Vuro qui l'emportent.
De retour sur le camp, Les stratégies vont bon train. Adrien poursuit dans sa volonté de constituer une alliance à cinq et est persuadé d'avoir réussi à persuader certains aventuriers de voter comme il le souhaite contre un ancien vert. Il vise d'abord BK, puis c'est le nom de Joaquina qui est cité lors de ses conciliabules, ou alors Sébastien, selon à qui il s'adresse. Ses alliances multiples, sa médiocrité lors des épreuves et son inactivité sur le camp ne le font pas apprécier par la majorité des aventuriers, qui se méfient de lui, mais ses arguments pour se séparer d'un ancien vert, qui sont encore au complet, paraissent logiques à certains rouges.
Au conseil, Fabrice et Adrien votent contre Joaquina, mais ce dernier est finalement éliminé à la majorité des voix.

### 6eépisode
Cet épisode est diffusé le 2 octobre 2020.

#### Jour 15: l'appel aux proches pour l'épreuve de confort
Au matin du 15e jour, les rouges, même Fabrice, sont finalement heureux du départ d'Adrien, jugé bien trop stratège, peu utile à l'équipe et nuisant à la cohésion. Les jaunes de leur côté mangent du riz, trop salé, préparé par Alix. Les hommes trouvent que les autres femmes ne font pas grand chose sur le camp devraient davantage aider Alix. Ils ont faim et espèrent la victoire. L'épreuve de confort est annoncée.
Les équipes se retrouvent et Denis Brogniart énonce le principe : les aventuriers sont disposés sous un réservoir rempli d'eau, lequel est relié à neuf sacs de sable, pesant 3,5 kg chacun. Si l'un des sacs tombe, le réservoir se vide, signifiant ainsi la défaite de la tribu. À intervalles réguliers, un aventurier doit quitter l'épreuve et ainsi donner son ou ses sac(s) à ses coéquipiers qui se transmettent les charges supplémentaires. Juste avant le début de l'épreuve, tous les aventuriers ont droit à un message laissé par leurs proches, qui leur laisse ainsi anticiper la récompense : pouvoir leur téléphoner durant quelques instants. Pour respecter l'équité numérique, un tirage au sort est effectué chez les Vuro, et c'est Jody qui est exemptée. L'épreuve commence, et Lola et Marie-France quittent le jeu en premier, suivies d'Aubin et Hadja, puis Angélique et Brice et enfin Ava et Alix ; juste avant que Bertrand-Kamal ne fasse tomber l'un de ses sacs, offrant la victoire aux jaunes. Hadja avoue alors ne pas avoir tout donné, car elle ne voulait pas bénéficier du coup de téléphone, qui l'aurait fragilisée psychologiquement. Une réaction jugée égoïste, notamment par ses coéquipiers et Denis. Les rouges repartent sur leur camp, pendant que les jaunes profitent de leur récompense, et contactent leurs proches, qui, avec le décalage horaire, attendent l'appel vers 1 h du matin (heure française).
Du côté des Sayake, la déception est palpable, mais personne n'ose faire de reproche à Hadja. Les jaunes retrouvent leur camp et sont heureux. Ils ont faim, mais ne savent pas se servir du kit de pêche. Ils préfèrent ainsi à nouveau manger du riz. Les filles et Brice partent en forêt mais ne trouvent rien à manger. Chez les rouges, Fabrice et Sébastien partent à la recherche de crabes de mer, et parviennent à en attraper un pour chaque aventurier, puis ils se lancent dans la confection d'un piège pour crabes de terre. Ils dinent de bouillon de crabes au riz.

#### Jour 16: la boue à l'immunité, premier conseil pour les jaunes
Au réveil, les jaunes mangent encore du riz, juste avant l'épreuve d'immunité, qui est annoncée.

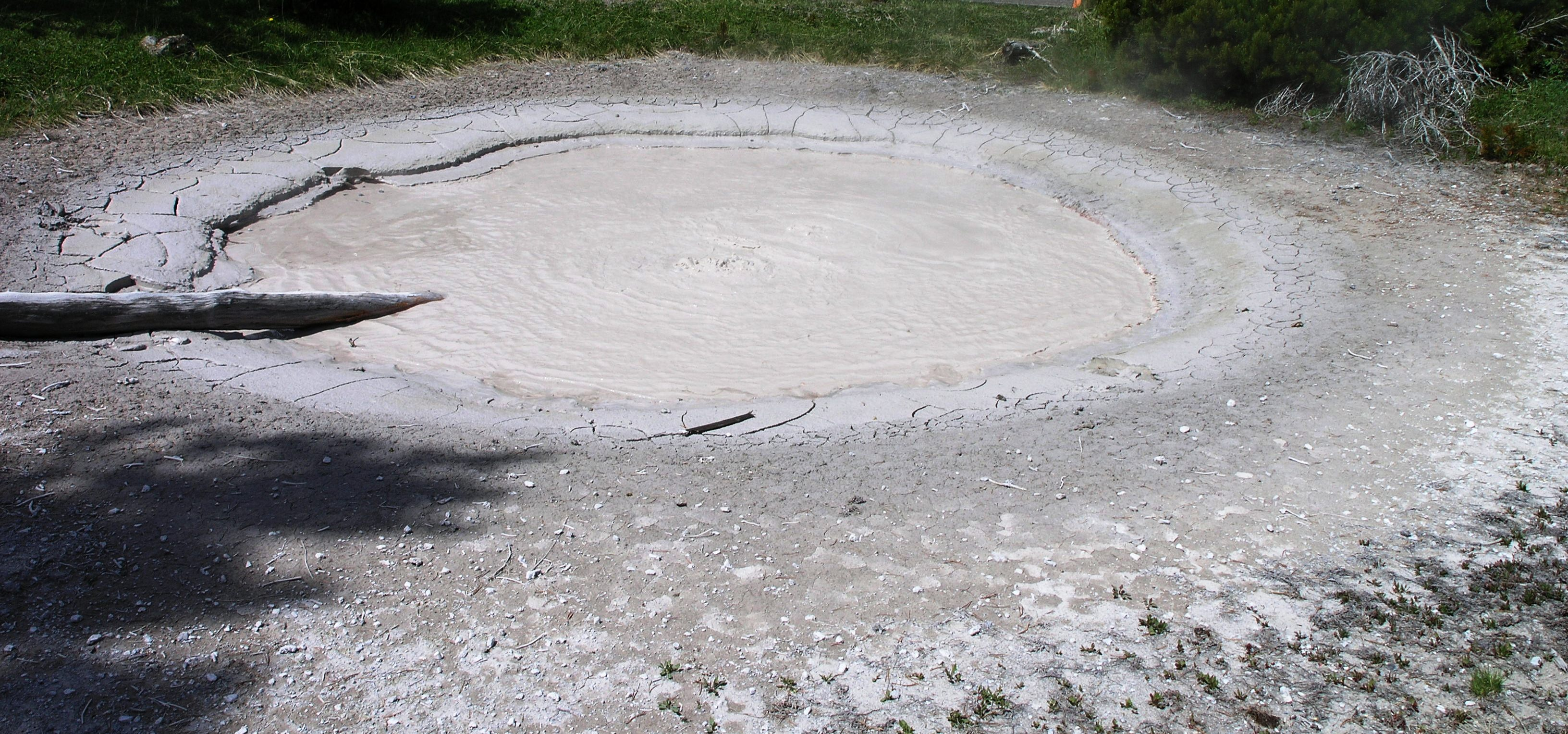
Les aventuriers doivent se plonger dans une mare de boue - Illustration.

Le principe est le suivant : des aventuriers doivent se plonger dans la boue, pour en donner le maximum à leurs coéquipiers, qui doivent ensuite remplir un seau, puis confectionner des munitions (à l'aide de boue, sable et fibre de coco), et enfin à deux autres aventuriers, qui doivent tirer ces projectiles sur une girouette, pour la faire tomber de son axe. Denis procède à un tirage au sort chez les jaunes, et c'est à nouveau Jody qui ne participe pas. L'épreuve débute, et Hadja et Brice, s'opposent à Aubin et Alix sur le pas de tir. Finalement, ce sont les rouges qui l'emportent.
Tous regagnent leur camp, et chez les jaunes, Alix est très énervée par le comportement d'Hadja sur l'épreuve, qui disait un « Ouais ! » d'encouragement à son équipe, dès que la cible était manquée par les Vuro. Les discussions tournent ensuite autour de l'élimination du soir.
Au conseil, Aubin a une voix de pénalité, car il a terminé dernier de l'épreuve d'immunité du 5e épisode. Les voix sont partagées entre Jody (Aubin, Alexandra, Alix et Angélique ayant voté contre elle) et Aubin, qui est finalement éliminé, avec six voix contre lui.

### 7eépisode
Cet épisode est diffusé le 9 octobre 2020.

#### Jour 17: une épreuve de confort à l'aveugle, légères tensions chez les jaunes

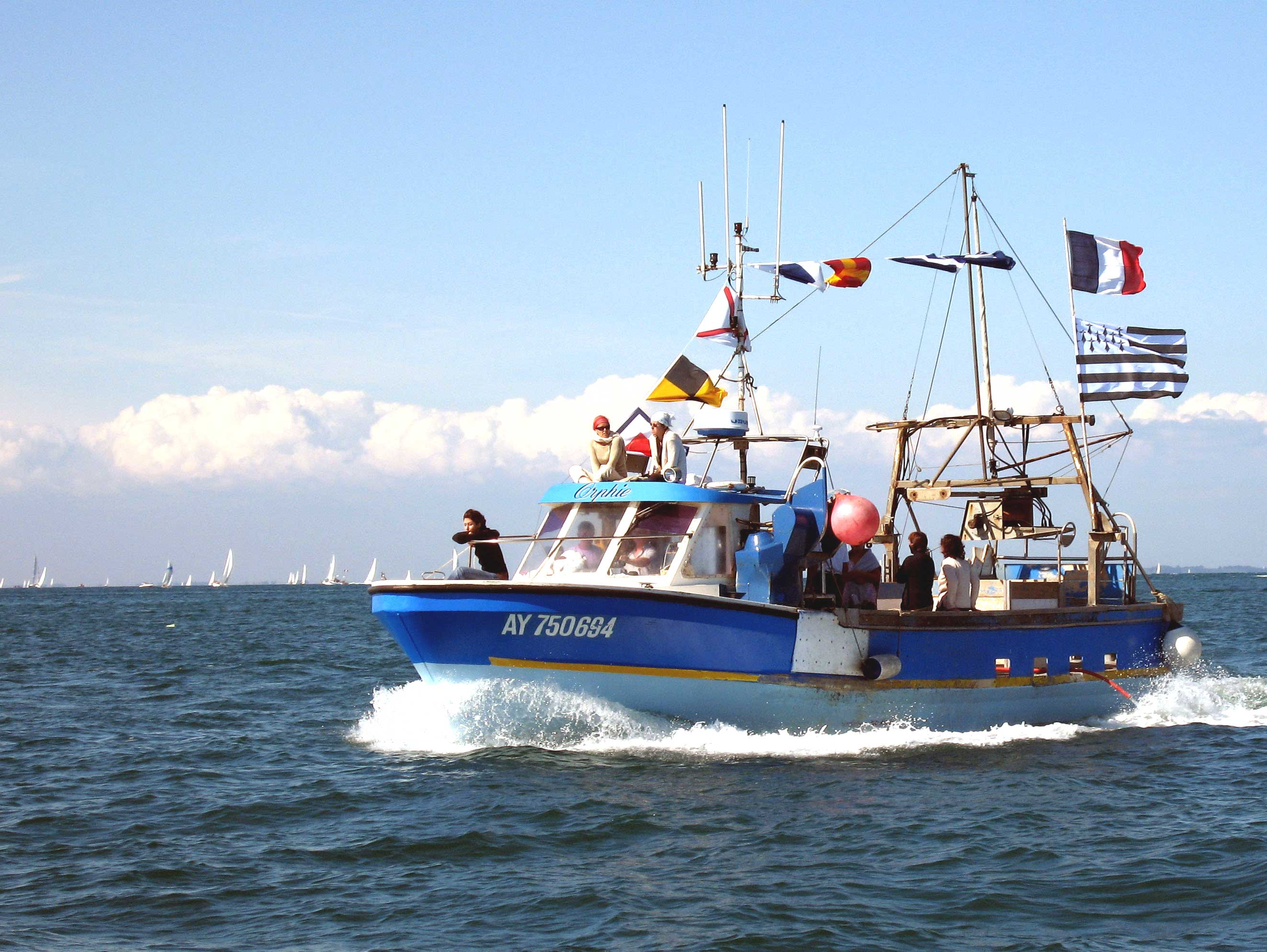
Les rouges profitent de leur récompense sur un bateau - Illustration.

Au lendemain du conseil, chez les Vuro, Alix est surprise qu'Aubin ait été éliminé contre son avis. L'épreuve d'immunité est rapidement annoncée.
Les équipes se retrouvent et Denis Brogniart annonce la récompense : passer une soirée sur un bateau, avec buffet, musique et danse. Il explique ensuite les règles : dans chaque équipe, six aventuriers sont aveuglés et un les guide. Quatre d'entre eux doivent récupérer un sac contenant des pièces de bois, les deux autres doivent constituer deux tours de huit pièces chacune. La première des tribus à reconstituer correctement ses deux tours l'emporte. Juste avant le début l'épreuve, un tirage au sort est effectué pour respecter l'équité numérique, et ce sont Jody pour les jaunes et Fabrice pour les rouges, qui sont exemptés. Dans la tribu des Sayake, Bertrand-Kamal officie comme guide et Alexandra pour les Vuro. L'épreuve débute, les indications d'Alexandra sont plus précises mais sa voix porte moins que celle de BK. Laurent en particulier semble ne pas l'entendre du tout, alors que Loïc trouve immédiatement son sac. Les rouges ont pris presque 1 colonne d'avance mais les jaunes reviennent presque à égalité lors de la construction, cependant le temps perdu lors de l'errance de Laurent leur coûte la victoire, à 2 pièces près.
De retour sur le camp, les jaunes sont déçus et accusent Alexandra de ne pas avoir donné assez de voix. Elle comprend qu'une voix d'homme aurait été plus audible, mais trouve les reproches injustes car Dorian et Loïc l'ont parfaitement entendue et que personne d'autre ne s'est proposé pour prendre sa place, comptant sur sa logique pour faire gagner l'équipe. Les filles partent chercher à manger et Jody trouve du manioc. La pluie tombe et Alexandra et Alix restent sous la pluie pour étanchéifier la cabane.
Les rouges quant à eux sont heureux, et ils se préparent pour la soirée qui les attend. Ils se font beaux avec des fleurs et des parures de feuilles. Le bateau arrive. Les Sayake profitent de leur récompense, ils commencent par un cocktail, puis mangent du poisson, du poulet, des brochettes de viande et de légumes, des fruits. A la tombée de la nuit des musiciens fidjiens montent sur le pont et les rouges écoutent des chants et dansent pendant que leur bateau passe non loin du camp des jaunes, ce qui les agace.

#### Jour 18: l'épreuve des poteries pour l'immunité
Au réveil, les rouges sont heureux et ont bien dormi. Chez les jaunes cependant, les critiques fusent, Laurent faisant remarquer aux garçons que certain(e)s ne font rien sur le camp. L'épreuve d'immunité est annoncée.
Les équipes se retrouvent et participent à la mythique épreuve des poteries, dont le principe est simple : 8 poteries, dans lesquelles se trouvent une petite tortue en bois, sont suspendues au-dessus de la mer. Les aventuriers doivent à tour de rôle nager jusqu'à un ponton, casser les poteries à l'aide d'une massue et récupérer les tortues. La première tribu à ramener les 8 pièces de bois sur la plage l'emporte. Un tirage au sort est effectué, et Sébastien et Alexandra sont exemptés pour cette épreuve. La 1ère tortue est récupérée par BK, pour les rouges, la 2ème par Dorian pour les jaunes, la 3ème est encore pour BK puis Alix égalise pour les jaunes. Les rouges reprennent l'avantage grâce à Hadja, qui rapporte la 5ème tortue. La 6ème est pour Fabrice qui accentue l'avantage des rouges. A ce stade du jeu, chaque membre des deux équipes a tenté sa chance 3 fois, et les équipes peuvent se séparer de 2 de leurs équipiers les moins performants. Les rouges choisissent Marie-France et Joaquina et les jaunes Angélique et Jody. Dorian revient à 3 contre 4 pour les jaunes, mais BK casse sa 3ème poterie ce qui recreuse l'écart, encore accentué par Hadja, mais Dorian ramène lui aussi sa 3ème tortue, suivi par Loïc, puis Laurent qui égalise. Dorian casse les deux dernières poteries des jaunes et offre la victoire à son équipe, il a ramené à lui seul 5 des 8 tortues. Les rouges sont déçus, surtout Brice qui s'en veut de n'avoir cassé aucune poterie.
Sur le camp, les jaunes sont heureux, mais certains trouvent qu'Angélique et Lola n'en font pas assez, notamment Laurent. Il leur fait la remarque qu'elles ont failli laisser le feu s'éteindre alors qu'elles s'épilaient mutuellement les sourcils sur la plage à quelques pas du camp, pendant que les autres étaient partis vaquer à des corvées pour la bonne marche du camp. Elles ne se sentent pas vraiment concernées, même quand Alix leur suggère de tout le monde doit participer aux tâches communes.
De leur côté, les rouges réfléchissent à qui éliminer entre Sébastien, jugé actif sur le camp mais calculateur, et Marie-France jugée plus faible. Brice conseille à Marie-France, de chercher un collier. Sébastien propose à certains de voter contre Fabrice, duquel il est pourtant très proche.

#### Jour 19: discussions chez les rouges
Les rouges réfléchissent au conseil du soir. Ils hésitent toujours entre Sébastien et Marie-France. Fabrice est perdu, il a appris que Sébastien a proposé de voter contre lui. Il profite de leur pêche au crabe quotidienne pour l'interroger. Sébastien nie et Fabrice ne sait qui croire.
Au conseil, les voix sont partagées entre Marie-France (Ava, Fabrice et Sébastien ayant voté contre elle) et Sébastien, qui est finalement éliminé, avec cinq voix contre lui.

### 8eépisode
Cet épisode est diffusé le 16 octobre 2020.

#### Jour 20: une malle à préparer pour l'épreuve de confort
Au lendemain du conseil, chez les rouges, Fabrice se retrouve seul pour fabriquer un piège à crabes. Sébastien lui manque.
Les aventuriers découvrent une bouteille, qui leur annonce que l'épreuve de confort débute dès maintenant. Ils doivent fermer le plus solidement possible la malle de leurs adversaires, pour les mettre en difficulté, à l'aide d'une seule corde, qu'ils ne peuvent couper. Les jaunes décident de concentrer un gros tas de noeuds sur un seul point sur le devant de la malle. Les rouges font plusieurs gros noeuds plus espacés. La nuit est perturbée par un déluge. Les jaunes se réfugient dans une grotte.

#### Jour 21: de nombreuses pâtisseries pour le confort, la réunification est annoncée
L'épreuve de confort est annoncée.
Les tribus se retrouvent et Denis Brogniart annonce la récompense : une bâche étanche, ainsi que des pâtisseries (8 éclairs au chocolat, 8 tartes au citron meringuées et 8 tartelettes aux myrtilles). Le principe est simple : les deux tribus doivent porter une malle de 100 kg, fermée par leurs adversaires, le long d'un parcours, puis parvenir à l'ouvrir en premier. Pour respecter l'équité, un tirage au sort est effectué, et Alexandra est exemptée. L'épreuve débute, Les jaunes sont en avance, et l'énorme noeud qu'ils ont fait sur la malle des rouges gêne ceux-ci dans leur progression. mais au bout de 10 min, les aventuriers ne sont pas parvenus à ouvrir leur malle. Une règle est alors ajoutée : un aventurier doit être désigné de chaque côté, pour faire le parcours dans un sens, récupérer une machette, puis dans l'autre, pour être le premier à couper la corde et libérer la malle. Chez les rouges, Brice se charge de cette mission ; et Dorian chez les jaunes. Finalement, ce sont les jaunes qui l'emportent. Juste avant que les aventuriers ne repartent, Denis ajoute une autre pâtisserie en récompense : un ambassadeur. Tous comprennent alors que la réunification est annoncée et ils ont pour mission de désigner leur ambassadeur.
De retour sur le camp, les jaunes profitent de leur récompense. À mesure que leurs estomacs rétrécis calent, ils donnent leurs patisseries restantes à Dorian, qui leur fait honneur. Personne n'étant volontaire, Loïc se dévoue pour assurer le rôle d'ambassadeur et déclare être prêt à aller à la boule noire, ce qui inquiète Laurent. Chez les rouges, personne ne veut aller jusqu'à la boule noire, mais finalement, Hadja, qui est volontaire, est désignée, bien qu'elle dise clairement qu'elle n'ira pas jusqu'au tirage au sort. Ils partent chercher de la nourriture, BK trouve du Manioc et Joaquina des bananes à cuire, ce qui leur procure un bon repas.

#### Jour 22: discussion des ambassadeurs surl'îlot de l'exil, le camp blanc se forme
Les rouges décident de finir leur riz avant la réunification. Hadja déclare que l'aventurier qui lui poserait le plus de problème pour négocier serait Loïc, car elle sait que le jeune homme serait prêt à se sacrifier pour son équipe.
Les deux ambassadeurs, quittent leur camp et se retrouvent sur l'îlot de l'exil pour négocier. Les deux anciens verts commencent par s'assurer mutuellement qu'ils n'élimineront pas un de leurs anciens coéquipiers de l'Est. Loïc ajoute qu'il s'est engagé pour ne pas éliminer un jaune.
Les rouges font leur sac, car ils partent pour le camp jaune, qui devient le camp blanc. Ils emportent les bananes, mais en gardent quelques-unes pour eux.
Pendant ce temps, les ambassadeurs poursuivent leurs discussions. Hadja propose d'éliminer Alix, que les rouges n'aiment pas. Devant le refus de Loïc, Hadja propose d'aller au tirage au sort. Comme son bluff ne fonctionne pas, elle propose le nom d'un rouge et ils trouvent un accord.
Les rouges arrivent sur le camp, qu'ils découvrent. Les retrouvailles entre les anciennes équipes sont chaleureuses, mais Alix est inquiète et Alexandra mal à l'aise devant tant de monde. Puis les ambassadeurs reviennent et annoncent qu'ils ont choisi d'éliminer Marie-France, qui déclare ne pas en vouloir à Hadja et Loïc.
Denis arrive alors sur le camp, et Marie-France part avec lui, elle est la première membre du jury final.
Il reste donc 8 jaunes et 6 rouges, mais également 6 ex verts (Alexandra, Bertrand-Kamal, Hadja, Joaquina, Laurent et Loïc), la tribu de l'Est étant encore au complet, 3 ex violets du nord (Angélique, Fabrice et Lola), 3 ex oranges de l'ouest (Brice, Dorian et Jody) et 2 ex bleus du Sud, (Alix et Ava).

#### Jour 23: le parcours du combattant pour l'immunité et premier conseil réunifié
Au matin du 23e jour, Hadja décide de faire cuire tout le riz, alors que les rouges n'en ont pas rapporté. Cela déplait à la plupart des ex-jaunes, puisque tous se rendent rapidement compte qu'il en restait pour plusieurs jours. De plus elle l'a cuit sans sel car elle n'aime pas ça. Cependant personne n'ose réellement lui faire de reproche. Brice prévient son ami Dorian que lui et Alix sont dans le collimateur des ex-rouges. L'épreuve d'immunité est alors annoncée.
Les aventuriers se retrouvent, pour participer à la mythique épreuve du parcours du combattant. Deux manches ont lieu : une pour les femmes et une pour les hommes, et les vainqueurs des deux manches s'affrontent lors une finale. L'épreuve débute avec la manche féminine. Lola démarre la course en tête, suivie d'Alix et Hadja, mais Alix la rattrappe sur le plan incliné. Hadja ne réussit pas à passer cet obstacle, et les autres concurrentes la doublent. Alix reste en tête, talonnée par Lola. Ava rattrape Lola mais la course est alors remportée par Alix, en 6 minutes. L'épreuve se poursuit avec les hommes, et c'est Loïc qui part en tête, suivi de Dorian, BK, Brice. Dorian passe en tête et la conserve jusqu'au passage sur les cordes, mais Loïc revient à égalité et ils sont au coude à coude sur le dernier obstacle. C'est finalement Loïc qui l'emporte, mais de très peu. Les deux finalistes s'affrontent alors sur une nouvelle épreuve : ils se placent sur une planche à bascule et disposent à leur gauche de pièces de bois. Pour l'emporter, ils doivent empiler quatre pièces sur leur côté droit, en alternant les pièces claires et les pièces foncées, et les faire tenir pendant au moins 5 s. C'est finalement Alix qui l'emporte.
Etant immunisée, elle annonce donner son collier d'immunité, remporté lors de la recomposition des équipes, qui n'est utilisable que pour le conseil du soir, à Dorian.
De retour sur le camp, les discussions et les alliances commencent. Tous se demandent qui éliminer le soir-même, étant partagés entre les anciennes et les nouvelles équipes, le mérite et les affinités. Fabrice donne ses 2 bananes personnelles à Angélique et Lola, mais Hadja impose de les partager entre tous, alors qu'elle-même n'a pas partagé les siennes la veille. Cependant, une fois encore, personne n'ose s'opposer à Hadja.
Au conseil, Dorian sort son collier d'immunité, qui annule la voix de Loïc dirigée contre lui. Laurent recueille la voix de Fabrice ; Angélique celles d'Ava, Brice, Bertrand-Kamal, Joaquina et Hadja. Mais c'est finalement cette dernière qui est éliminée, avec les sept voix restantes dirigées contre elle. Elle fait un discours vindicatif et assez méprisant contre Alix, à qui elle pense faire peur, alors qu'elle n'a pourtant brillé sur aucune épreuve, et traite les autres de moutons. Les mis-en-cause répliquent qu'Alix ne leur a pas demandé de voter contre elle et que c'est un vote au mérite. Elle est donc la deuxième membre du jury final et décide de donner son vote noir à Joaquina.

### 9eépisode
Cet épisode est diffusé le 23 octobre 2020.
Exceptionnellement, l'émission est suivie d'une émission spéciale dédiée à Bertrand-Kamal.

#### Jour 24: une triple récompense pour l'épreuve de confort
En ce 24e matin, Marie-France est très surprise de voir arriver Hadja à la résidence du jury final. Cette dernière ne se remet pas en question et déclare que Laurent a retourné sa veste et que ça ne l'étonne pas. Elle ajoute qu'elle ne l'a jamais apprécié et que sa trahison marque la fin de l'équipe des ex-verts. Son seul regret est de ne pas avoir mangé davantage du riz des jaunes.
Sur le camp, les aventuriers se rendent compte qu'ils n'ont plus rien à manger, le riz cuit par Hadja n'étant plus bon. Même ses anciens alliés ne regrettent pas particulièrement son élimination. L'épreuve de confort est alors annoncée.
Les aventuriers se retrouvent et Denis Brogniart leur annonce que pour la première fois dans l'histoire de Koh-Lanta, trois récompenses sont en jeu pour cette épreuve : une douche, avec massage et plateau de fruits ; un hamburger géant ; ou un indice pour trouver un collier d'immunité caché sur le camp. Il demande alors aux aventuriers de choisir la récompense pour laquelle ils concourent juste avant le début de l'épreuve : Ava, Brice et Alix se battent pour la douche ; Dorian, Alexandra, Jody et Angélique pour le burger ; et enfin, Laurent, Lola, Joaquina, Fabrice, Loïc et Bertrand-Kamal jouent pour l'indice sur le collier. Le principe est simple : chaque aventurier dispose d'une planche sur laquelle sont empilées trois poteries. Ils doivent alors poser un pied à l'autre bout, de sorte à maintenir la planche en équilibre et ne pas faire tomber les poteries. Le dernier aventurier par catégorie à avoir encore ses poteries en place, l'emporte. L'épreuve débute et tous font tomber leurs poteries, sauf Brice, Alexandra et Lola qui remportent leurs récompenses respectives. Alix de son côté est évacuée à l'infirmerie.
Alexandra déguste son burger, mais elle a du mal à le manger, tant il est gros. Brice profite de son confort et Lola découvre son indice pour partir à la recherche du collier. Alexandra et Brice reviennent ensuite sur le camp, elle au bord de l'indigestion, lui propre, détendu et reboosté. Il est reniflé par ses coéquipiers pendant qu'il détaille tous les bienfaits dont il a bénéficié. Le kit de pêche est enfin utilisé, et Fabrice rapporte des petits poissons. Lola part lire son indice et commencer à chercher son collier. Alix rentre de l'infirmerie, au grand soulagement de tous. Le poisson de Fabrice est mélangé à du manioc pour le diner.

#### Jour 25: une épreuve d'immunité éliminatoire, beaucoup d'émotion
Les candidats sont rapidement convoqués pour l'épreuve d'immunité.

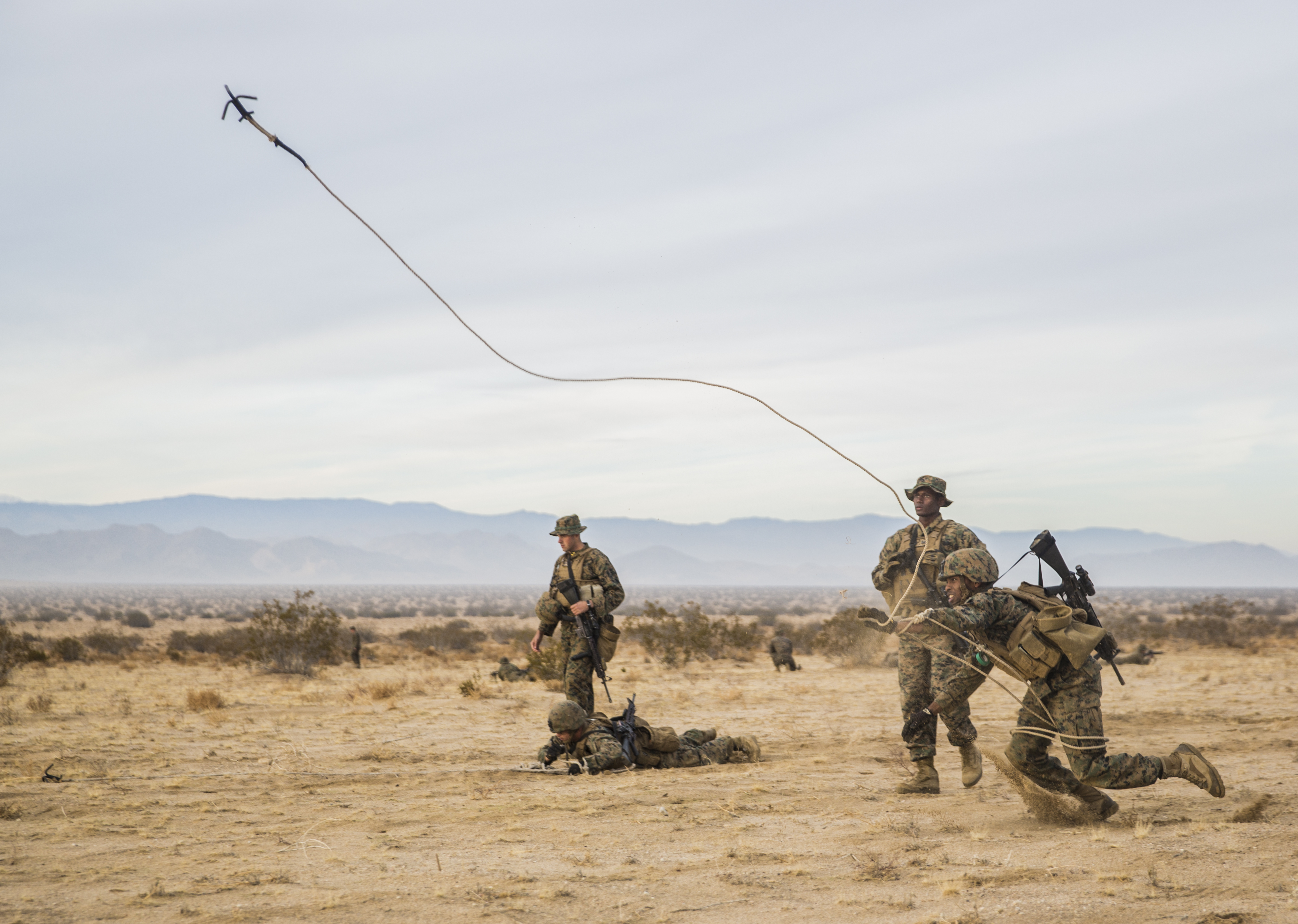
À l'instar de ces militaires, les aventuriers doivent ramener les pièces de bois devant eux, à l'aide d'un grappin qu'ils lancent - Illustration.

Il s'agit de la mythique épreuve des grappins : après avoir effectué un petit parcours, les hommes ont trois pièces de bois posées à 7 m d'eux sur le sable et les femmes à 6 m. Le but étant de ramener à soi le plus rapidement possible les pièces de bois, à l'aide d'un grappin. Le candidat qui termine premier est immunisé, mais celui qui termine dernier est directement éliminé. L'épreuve débute et c'est finalement Angélique qui l'emporte, suivie d'Alix, de Brice, d'Ava, de Loïc, de Laurent, de Joaquina, de Fabrice, de Lola, de Jody, d'Alexandra et enfin Dorian. Bertrand-Kamal ne parvient pas à ramener les trois pièces, il est donc directement éliminé. Il quitte l'aventure et devient le troisième membre du jury final. Cela provoque une vive émotion à ses coéquipiers, qui ont tous les larmes aux yeux.
De retour sur le camp, la plupart des aventuriers ne se remettent toujours pas de l'élimination de Bertrand-Kamal. De leur côté, Angélique et Lola se réjouissent de la victoire d'Angélique mais en parallèle, Lola reprend ses recherches du collier d'immunité, car elle craint d'être en danger, à cause de l'indice qu'elle a remporté. Angélique va donc voir les autres aventuriers pour leur suggérer d'éliminer Joaquina.

#### Jour 26: discussions, alliances et incertitudes avant le conseil
Au réveil, tous les aventuriers sont fatigués. Les discussions et alliances vont cependant bon train. Lola repart à la recherche du collier d'immunité, qu'elle trouve.
Au conseil, Lola prend le risque de ne pas jouer un de ses deux colliers d'immunité. Brice vote contre Alexandra, Lola écope de cinq voix (celles d'Ava, Loïc, Jody, Joaquina et le vote noir), mais avec les sept voix restantes dirigées contre elle, c'est finalement Joaquina qui est éliminée. Elle devient la quatrième membre du jury final et donne son vote noir à Brice.

#### Hommage à Bertrand-Kamal
Après la diffusion de l'épisode, Denis Brogniart se retrouve pour échanger avec Samir, le père de Bertrand-Kamal, éliminé lors de cet épisode. L'occasion leur est ainsi donnée de revenir sur le parcours de l'aventurier, sa maladie et son décès,.

### 10eépisode
Cet épisode est diffusé le 30 octobre 2020.

#### Jour 27: une épreuve pour de la nourriture ou des courriers
La résidence du jury final accueille Joaquina. Elle indique savoir qu'elle a été trahie par quelqu'un.
Sur le camp, une bouteille arrive. Elle indique que deux personnes doivent être désignées pour participer à une épreuve. Rapidement, Jody et Dorian sont choisis.
Ils se rendent alors sur le lieu de l'épreuve. Le principe est le suivant : treize talismans sont disposés le long d'un parcours avec diverses entraves. Les deux aventuriers sont reliés par une perche de bois et doivent se coordonner pour avancer. Ils doivent récupérer le plus de talismans dans un temps imparti, qu'ils pourront ensuite échanger contre de la nourriture ou du courrier des proches. L'épreuve débute, et finalement, ils arrivent à en récupérer sept sur les treize. Ils se dirigent alors vers la malle des récompenses et décident de prendre toute la nourriture, en laissant tous les courriers. Ils repartent alors pour le camp avec : 1 kg de haricots, 1 kg de riz, des bonbons, du café, 7 œufs dur, du chocolat, des petits pains et un ananas.
Les aventuriers sont heureux, et personne n'est déçu de ne pas avoir de courrier. Ils se partagent tout de suite le chocolat et les petits pains.
Peu après, Lola reprend les stratégies et fait une alliance avec Brice, en lui révélant qu'elle a un collier d'immunité. Pendant ce temps, Ava tente de s'épiler les aisselles, à l'aide d'un bout de bois brûlé.
Avant de se coucher, les aventuriers profitent d'un copieux repas avec les oeufs et des bananes.

#### Jour 28: à la découverte de la faune sous-marine fidjienne pour le confort
Au réveil, les aventuriers boivent un café, avant de partir pour l'épreuve de confort.

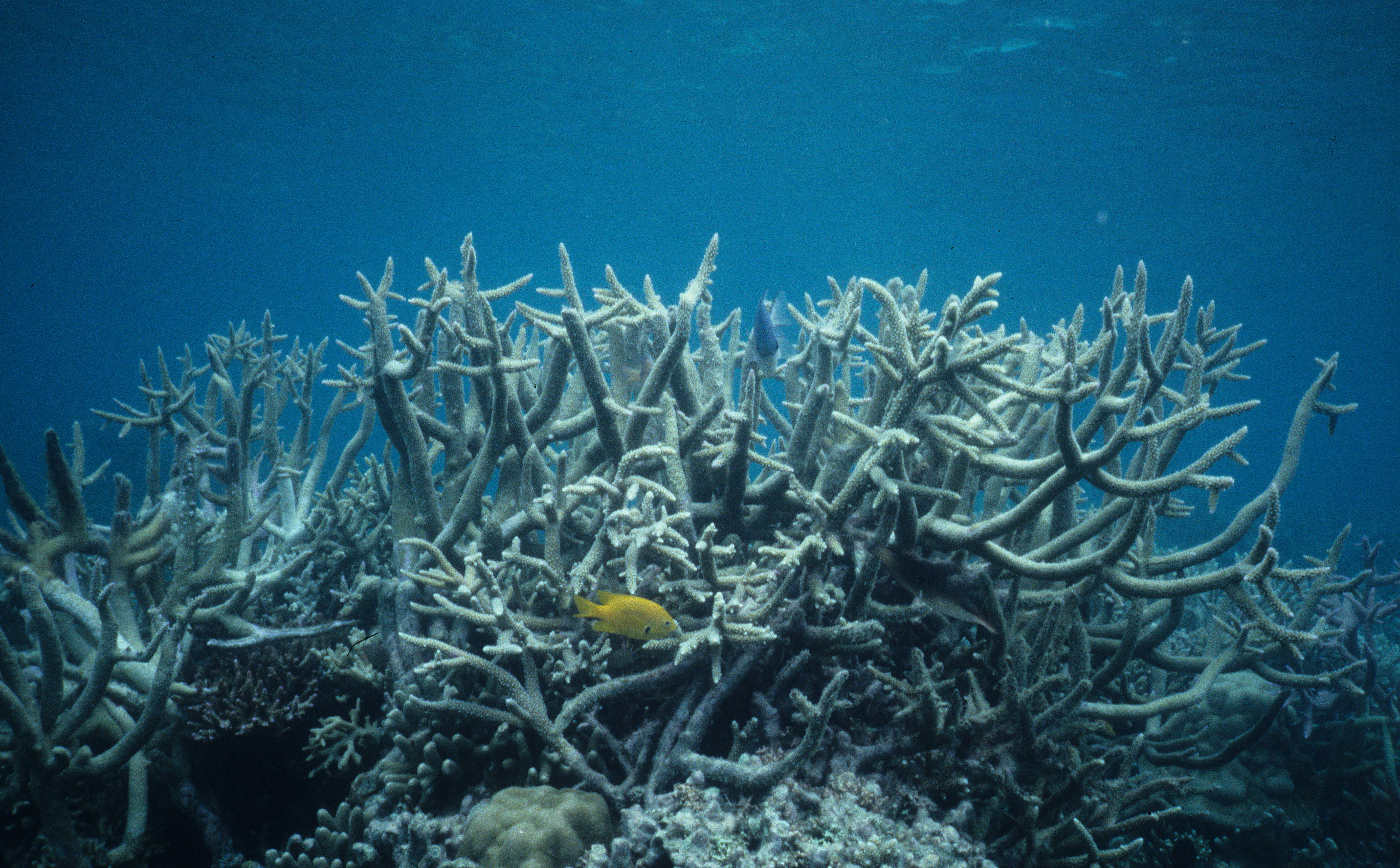
Le gagnant de l'épreuve de confort a la possibilité de plonger à la découverte de coraux et d'espèces sous-marines - Illustration.

Denis Brogniart énonce les règles de cette épreuve, un classique de Koh-Lanta : le parcours en cinq étapes. Les aventuriers se retrouvent lestés de sacs (5 kg pour les hommes et 3 kg pour les femmes) et doivent arriver à bout d'un parcours d'obstacle. À chaque tour, des aventuriers sont éliminés et doivent choisir à qui ils donnent leurs sacs. L'aventurier qui arrive premier au bout de l'épreuve l'emporte. L'épreuve débute, et à l'issue du premier tour, Ava et Jody sont éliminées. Elles lestent respectivement Loïc et Laurent. Pour le deuxième tour, un obstacle est ajouté, et Laurent et Angélique sont éliminés. Ils chargent Loïc et Alix. Un obstacle est encore ajouté pour le troisième tour, qui voit Alexandra et Loïc être éliminés. Fabrice et Brice sont pénalisés par leurs sacs. Pour l'avant dernier tour, et après l'ajout d'un obstacle, Fabrice et Brice arrivent en dernière position et donnent les sacs à Alix et Dorian. La finale voit donc s'affronter Alix (avec 14 kg à porter), Dorian (avec 26 kg) et Lola (avec ses 3 kg de départ). Après l'ajout d'un obstacle, le départ est donné, et c'est finalement Lola qui l'emporte. Elle gagne la possibilité de plonger avec une spécialiste du corail et de la faune sous-marine, avant de profiter d'un repas. Elle a la possibilité de choisir quelqu'un avec qui partager sa récompense et choisit Angélique.
De retour sur le camp, Dorian est déçu car il voulait la victoire et il est frustré de ne pas avoir été choisi.
Pendant ce temps, les filles profitent de leur récompense. Elles sont accueillies sur un ponton avec un verre de cocktail de fruits, puis montent sur un bateau à fond transparent. Elles plongent et prélèvent des fragments de corail qu'elles iront ensuite accrocher sur des cordes avant que ces boutures soient transplantées ailleurs.
Sur le camp, Alix et Dorian trouvent le binôme trop complice et veulent éclater le trio que les deux filles forment avec Fabrice. Brice poursuit ses stratégies pour sauver les derniers rouges en éliminant Alix. Alexandra et Jody partent en forêt à la recherche de nourriture et trouvent du manioc et du taro.
En parallèle, le duo Lola/Angélique profite d'un bon repas, du poisson croustillant avec de la sauce, des crevettes, et réalisent que leur escapade à deux peut les mettre en danger. De retour sur le camp, elles racontent leur confort mais l'accueil est mitigé. Angélique regrette qu'on ne lui ait pas laissé de taro car elle voulait y goûter, ce qu'Alexandra trouve étonnant étant donné qu'elle vient de profiter d'un repas gastronomique, selon ses propres dires. Les stratégies se poursuivent. Fabrice expose à Lola la stratégie de Brice.
Le soir, les 2 filles, qui ont bien mangé, regardent les autres diner.

#### Jour 29: stratégies et alliances dans tous les sens
Angélique demande à Alexandra si elle vote contre Alix comme l'a dit Brice, mais Alexandra n'est pas au courant, ce qui inquiète le duo. Elles se demandent si Brice n'est pas en train de les trahir.
L'épreuve d'immunité est rapidement annoncée.
Les aventuriers doivent se maintenir à un palonnier, avec les bras tendus derrière eux. Toutes les cinq minutes, la corde du palonnier s'allonge, rendant l'épreuve plus difficile, car l'inclinaison des aventuriers vers l'avant augmente. Celui qui termine dernier écope d'une voix de pénalité au conseil. L'épreuve débute, et Alexandra tombe en premier, suivie de très peu par Brice et Ava, puis Laurent (17 min), Dorian (20 min), Jody, Fabrice, Angélique, Loïc, et enfin Alix, laissant la victoire à Lola. Alexandra inscrit son prénom sur un bulletin.
De retour sur le camp, Angélique va demander à Brice pourquoi Alexandra n'est pas au courant de leur alliance contre Alix. Il lui explique que c'est Jody qui devait parler à Alexandra, mais ce manque de confiance le vexe, d'autant que la veille il a donné ses sacs à son ami Dorian pour ne pas handicaper Lola au jeu de confort. Brice se libère de l'alliance avec les filles et ne sait pas qui voter. Fabrice va parler à Laurent, qui répète Alix qu'on cherche à l'éliminer. Celle-ci va voir Lola, qui lui certifie qu'elle vote Jody. Lola essaie d'aller recoller les morceaux avec Brice mais celui-ci n'a plus confiance. Plusieurs personnes sont en danger. Lola décide de donner son collier d'immunité à Angélique.
Au conseil, Angélique sort son collier d'immunité, ce qui annule six voix qui étaient dirigées contre elle. Alexandra reçoit une voix (la sienne), Fabrice en recueille deux (de Jody et Laurent), tandis que Jody est visée par quatre bulletins, conduisant à son élimination. Elle est la cinquième membre du jury final et confie son vote noir à Alexandra.

### 11eépisode
Cet épisode est diffusé le 6 novembre 2020.

#### Jour 29 (suite): explications juste après le conseil
Juste après le dépouillement du conseil, Alix est énervée contre Brice. Elle lui reproche sa stratégie, notamment en ayant voulu voter contre elle. Lola le décrit comme un « traitre ».

#### Jour 30: des aventuriers aux destins liés
Le lendemain du conseil, Lola veut apaiser les tensions et s'excuse auprès de Brice. Jody arrive à la résidence du jury final. Tous sont très surpris de la voir arriver, car ils s'attendaient à voir un ex-rouge. Elle explique alors le déroulement du conseil. Ils sont stupéfaits que Lola ait donné son collier à Angélique et pensent qu'Angélique n'aurait pas fait la même chose à sa place, mais Joaquina conclut en déclarant qu'il ne faut pas s'inquiéter pour Lola, qui est une petite manipulatrice. BK se demande si ce n'est pas un coup de génie.
Sur le camp, l'épreuve de confort est annoncée.

Un grand brunch est en jeu pour cette épreuve de confort - Illustration.

Les aventuriers retrouvent Denis Brogniart, qui annonce qu'ils vont avoir leur destins liés, c'est-à-dire que les candidats, réunis en binôme mixtes, gagneront et perdront ensemble. Un tirage au sort est effectué pour constituer ces duos, ainsi : Ava se retrouve avec Brice, Lola avec Fabrice, Alexandra avec Loïc, Alix avec Laurent et Angélique avec Dorian. Il annonce ensuite la récompense en jeu : un grand brunch à cuisiner soi même, avec des œufs, du jambon, des champignons, du bacon, du lait, de la farine, des fruits, de la pâte à tartiner, des muffins, des jus, etc. Pour l'emporter, les duos doivent confectionner une colonne avec 20 pièces de bois à poser une par une, qui doit tenir en équilibre pendant au moins 5 s. Avant cela, ils doivent récupérer les pièces disposées dans un panier en hauteur, en lançant des sacs de sable pour faire descendre le panier. L'épreuve débute, Laurent, Ava, Dorian, Loïc et Fabrice se désignent pour viser les paniers. Les autres membres des bînomes prennent les pièces et les apportent sur le site de la construction en passant sur une poutre, puis le lanceur les rejoint et ils peuvent commencer à ériger leur colonne, en plaçant une pièce chacun à leur tour. et ce sont finalement Lola et Fabrice qui l'emportent.
Le duo part profiter de sa récompense, alors que sur le camp, les aventuriers sont affamés et fatigués, et Dorian se brûle avec la machette qui était près du feu. Alix le soigne. Angélique et Alix ont faim, et elles attrapent un cafard, qu'elles font griller, avant de le manger. Elles se régalent et lui trouvent un goût de chips. Pendant ce temps, Lola et Fabrice mangent une galette complète et font honneur au buffet avant de rentrer sur le camp, repus, et racontent leur confort en détail à leurs coéquipiers.

#### Jour 31: une épreuve d'immunité inédite
Laurent veut gagner l'épreuve d'immunité, car il se sait menacé d'être en binôme avec Alix. Loïc essaie de faire retomber le stress d'Alexandra, très nerveuse. Brice et Ava, deux anciens rouges, se sentent menacés.
L'épreuve d'immunité est une épreuve inédite : le but est de placer quatre palets en bois sur des supports, en les faisant glisser le long d'une planche tenue par un des membres du binôme. Mais avant cela, ils doivent ramener les palets trois par trois, tenus entre eux avec deux poussoirs, en se coordonnant au travers d'un parcours de trois obstacles. Finalement, c'est le duo formé d'Alexandra et de Loïc qui l'emporte, alors que Dorian a le nez en sang après qu'Angélique l'a cogné avec son poussoir, et que Brice et Ava n'ont pas réussi à passer la 1ère partie de l'épreuve.
De retour sur le camp, Loïc et Alexandra partent dans la forêt et trouvent du manioc. les stratégies s'engagent. Certains pensant à éliminer Laurent et Alix, comme Angélique et Ava, ou encore Brice et Ava, comme Lola et Alix.

#### Jour 32: double élimination au conseil
Au réveil, Alix et Laurent sont énervés contre Brice, Angélique, Ava et Lola, car ils trouvent qu'elles n'en font pas assez sur le camp. Les 3 filles, de leur côté, pensent en faire suffisament, accusant Alix de ne pas les laisser agir et de faire trop de bruit en cuisinant, et Laurent d'être obnubilé par le ramassage du bois.
Au conseil, Brice récolte deux voix (celles de Loïc et Lola), Fabrice trois voix (celles de Laurent, Alix et Dorian) et Laurent récolte les six bulletins restants. Il est par conséquent éliminé et entraîne Alix, son binôme, dans sa chute. Ils sont respectivement sixième et septième membres du jury final. Laurent confie son vote noir à Dorian.

### 12eépisode
Cet épisode est diffusé le 13 novembre 2020.

#### Jour 33: deux quatuors s'affrontent pour l'épreuve de confort, à la découverte de la culture du cacao pour la récompense
Alix et Laurent arrivent à la résidence du jury final. Hadja et Joaquina ne peuvent cacher leur plaisir. Sur le camp, certains sont surpris du double vote d'Alexandra contre Laurent, surtout Loïc, qui se sent un peu trahi. L'épreuve de confort est annoncée.

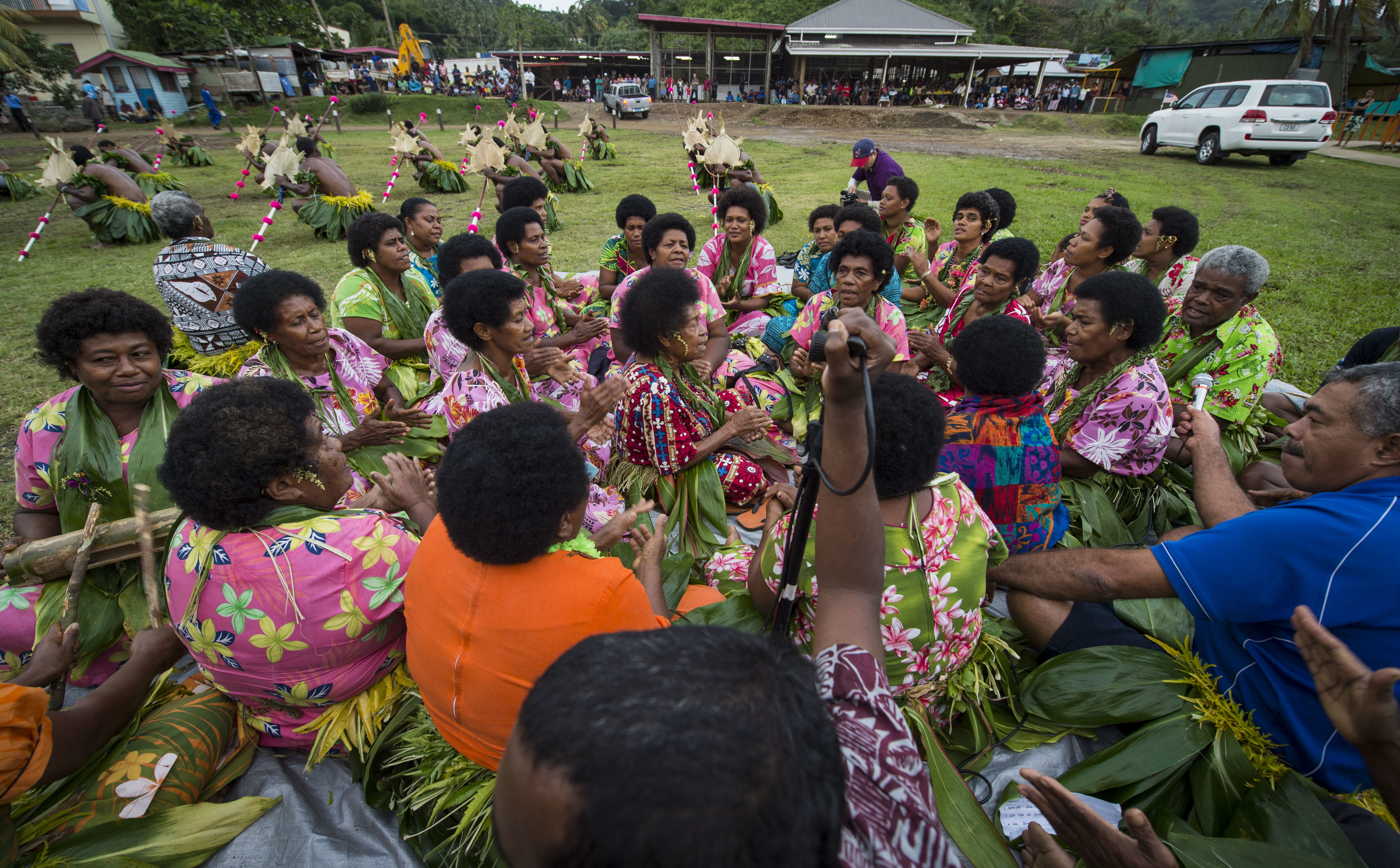
Des habitants de la ville de Savusavu, qui accueillent les vainqueurs de l'épreuve de confort - Illustration.

Denis Brogniart explique que l'épreuve va voir s'affronter deux équipes de quatre aventuriers chacune. Un tirage au sort désigne les deux capitaines, qui sont Dorian et Fabrice. Ils composent alors leur équipe paritairement, et Dorian choisit Loïc, Alexandra et Lola ; Fabrice de son côté choisit Brice, Ava et Angélique. Denis leur annonce ensuite la récompense, que l'équipe gagnante pourra partager : rencontrer des cultivateurs de fève de cacao et participer à la confection du chocolat, puis le déguster, avant de partager un repas et une nuit avec leurs hôtes dans la ville de Savusavu, de l'autre côté des Fidji. Denis explique ensuite les règles de l'épreuve : les candidats sont attachés aux extrémités d'une croix coulissante. Ils doivent aller au bout d'un parcours en manoeuvrant entre des pylônes, puis récupérer chacun un sac contenant des pièces en bois. Ils doivent ensuite être les plus rapides à reconstituer quatre figures à l'aide des pièces récupérées. C'est finalement l'équipe de Dorian, bien guidée sur le parcours par Lola et dirigée pour la partie des puzzles par Alexandra, qui l'emporte. Ils partent alors profiter de leur récompense.
Les quatre autres rentrent déçus sur le camp. Pendant ce temps, les gagnants découvrent la plantation et dégustent d'une boisson au chocolat froid, avant de découvrir les étapes de fabrication du chocolat et de profiter d'une dégustation.
Sur le camp, les aventuriers sont frustrés et partent à la recherche de nourriture. Angélique trouve du manioc et ils profitent de n'être que quatre pour faire un gros repas. L'équipe de Dorian de son côté, partage une soirée avec leurs hôtes et mangent plusieurs spécialités fidjiennes, suivis d'une glace. Alexandra, qui a trop mangé, se sent mal, et ses compagnons s'en amusent, sachant que ce n'est que temporaire.

#### Jour 34: des alliances séparant la tribu en deux
Au réveil, le quatuor victorieux savoure un petit-déjeuner, de chocolat chaud et de fruits. Alexandra en profite pour clarifier son vote contre Laurent et une alliance se forme entre les quatre, bien que Dorian ait des réserves sur leur envie de voter contre Brice. Ils remercient ensuite leurs hôtes et repartent sur le camp.
De retour sur le camp, Brice en veut un peu à Dorian de ne pas l'avoir choisi dans son équipe. Angélique de son côté a trop mangé et elle a mal au ventre. Les gagnants du jeu de confort constatent que les autres ont non seulement mangé le manioc découvert par Angélique, mais aussi 8 portions de riz et 8 portions de haricots, et ils trouvent cela abusif et irresponsable. Les aventuriers décident pour passer en revue leur stock de nourriture.
Lola pendant ce temps continue ses stratégies. Elle annonce à ses coéquipiers de la veille, ainsi qu'à Angélique, qu'il lui reste encore un collier d'immunité, et que ce dernier pourra être partagé entre tous si l'un ou l'autre est en danger. Elle demande à Dorian de voter contre Brice. Devant son peu d'enthousiasme, Angélique lui dit que Brice lui aurait dit la veille vouloir éliminer Dorian.
Pendant ce temps, Ava et Fabrice pêchent et Ava attrape son premier poisson de l'aventure.

#### Jour 35: une épreuve d'immunité éliminatoire, Ava tente un coup de bluff
En ce 35e matin, Lola décide d'aller cacher son collier d'immunité en forêt afin que ses alliés puissent avoir un lieu de repère où le trouver. L'épreuve d'immunité est annoncée.
Les aventuriers retrouvent Denis, qui leur indique que celui ou celle qui termine dernier de l'épreuve est directement éliminé. Il explique ensuite le principe : le but est d'empiler trois boules et deux supports à l'aide d'une longue fourchette pendant qu'une boule dévale un sablier en bambou. Quand cette dernière arrive au bout du sablier, ils doivent la récupérer avant qu'elle tombe dans la prison, ce qui fait perdre du temps, et la faire remonter en haut du sablier pour poursuivre l'épreuve. Le départ est donné, et Brice l'emporte. Il est donc immunisé pour le conseil du soir-même. L'épreuve se poursuit, Alexandra termine 2ème, Loïc 3ème, Lola 4ème, Dorian 5ème, Angélique 6ème, jusqu'au duel final, qui voit s'affronter Ava et Fabrice. Finalement, Ava se qualifie et Fabrice termine dernier. Il est donc directement éliminé. Il part, triste de quitter ses compagnons, mais fier de son parcours, réconforté par les autres aventuriers.
De retour sur le camp, Ava part à la recherche d'un collier d'immunité, et fait une alliance avec Brice. Elle décide alors de confectionner un faux collier, et de faire croire à Angélique et Lola qu'elle en possède un vrai. De son côté Dorian est heureux que Brice ait gagné le totem, car il ne se voyait pas voter contre lui. Celui-ci essaie de convaincre son ami de changer d'alliance, sa double voix pouvant faire pencher la balance.
Au conseil, Dorian récolte la voix d'Ava, Lola celle de Brice et Ava récolte les six bulletins restants. Elle est par conséquent éliminée et devient la neuvième membre du jury final. Elle confie son vote noir à Brice.

### 13eépisode
Cet épisode est diffusé le 20 novembre 2020.

#### Jour 36: du tir à l'arc pour le confort, des alliances chamboulées
En ce 36e jour, Brice se sent assez menacé. Les aventuriers découvrent une cible avec un arc et des flèches, qui leur permet de s'entraîner pour l'épreuve de confort qui est ensuite annoncée.

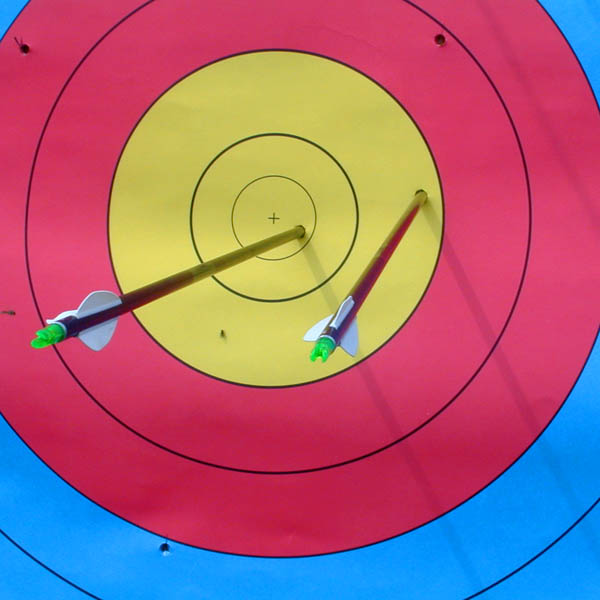
Les candidats s'affrontent dans une épreuve de tir à l'arc pour la dernière épreuve de confort de l'aventure - Illustration.

Les aventuriers retrouvent Denis Brogniart, qui leur annonce la récompense en jeu : passer une nuit dans la suite d'un hôtel cinq étoiles, ainsi que profiter d'une lettre de leurs proches. Il explique ensuite les règles, de la mythique épreuve des flèches cassées : chaque candidat dispose de deux flèches. À chaque salve, les candidats tirent une flèche et celui qui s'approche le plus du centre peut casser celle d'un autre. Une fois que l'un des candidats a ses deux flèches cassées, il est éliminé. L'épreuve débute, et Alexandra remporte le premier tour. Elle choisit de casser une flèche de Loïc. Pour le deuxième tour, Lola l'emporte. Elle casse l'une des flèches d'Alexandra. Cette dernière remporte les trois tours suivants et casse les flèches de Loïc (qui est alors éliminé), Lola et Brice. Lors du sixième tour, Lola l'emporte, et elle casse la deuxième flèche de Brice, l'éliminant. Alexandra remporte les deux tours suivants, où elle casse les flèches de Dorian, qui est ainsi éliminé. Elle égale par la même occasion, le record de salves victorieuses établi par Sam lors de la saison précédente sur cette même épreuve. Lola gagne le tour d'après, et casse la dernière flèche d'Alexandra, qui est éliminée. Lola et Angélique s'affrontent donc pour la finale de cette épreuve. Elles disposent de trois flèches, et l'aventurière qui en met le plus, au plus proche du centre de la cible, l'emporte. Lola remporte la première salve, mais Angélique les deux suivantes. Elle remporte donc cette épreuve de confort. Denis lui annonce qu'elle peut choisir un aventurier avec qui partager sa récompense. Elle choisit son acolyte Lola, ce qui frustre Alexandra, qui a été la plus performante de l'épreuve. Le duo du Nord part ainsi profiter de leur récompense.
De retour sur le camp, les quatre sont dépités. Alexandra a pris conscience qu'elle était la « troisième roue du carosse ». De leur côté, Loïc et Dorian ont compris qu'ils ne pourraient pas avancer avec les filles. Ils choisissent donc de s'allier avec Brice et lui révèlent que Lola a un collier. Il faut absolument que l'un d'entre eux remporte l'immunité afin que Lola sorte son collier et qu'ils puissent voter contre Angélique. Pendant ce temps, Lola et Angélique découvrent leur chambre, qui est une grande villa luxueuse. Elles se regardent dans le miroir et sont choquées par leur apparence. Elles sirotent un cocktail au bord de la piscine, prennent une douche et profitent d'un bon repas avant de lire leur courrier.

#### Jour 37: ultime épreuve d'immunité de l'aventure, les garçons bluffent
Au réveil, les aventuriers mangent, avant de partir pour l'épreuve d'immunité. Les garçons préparent leur plan pour se sauver au conseil.
Tous se retrouvent devant Denis, qui leur explique les règles d'un classique de Koh-Lanta : l'équilibre sur l'eau. Les aventuriers doivent aller de ponton en ponton, sans tomber. À chaque tour, l'un d'eux est éliminé, et ce jusqu'à la finale qui voit s'affronter les trois restants. Ceux-ci devront refaire le parcours en entier, avant de se trouver devant un labyrinthe, qu'ils devront résoudre à l'aveugle. L'épreuve débute, et ce sont dans l'ordre Angélique, Lola et Alexandra qui sont éliminées lors des premiers tours. Les trois finalistes repartent et c'est finalement Loïc qui vient à bout du labyrinthe en premier. Il est ainsi immunisé, et le premier qualifié pour la finale de cette saison.
De retour sur le camp, Loïc est heureux, et Brice fait semblant d'être résigné. Les garçons continuent leur stratégie de faire comme si l'alliance originelle était toujours en place, ce qui convainc Lola. Dorian lui demande même s'il peut voter contre elle car ça le peine de voter contre son ami et qu'elle ne risque rien puisqu'elle a son collier.

#### Jour 38: ultime conseil, stratégies payantes
Les aventuriers découvrent sur le camp une balance et un miroir, qui leur permet de voir leur évolution physique depuis le début de l'aventure. Ainsi, Loïc a perdu 15 kg ; Dorian, 11 kg et Angélique, 12 kg ; Alexandra et Lola, 10 kg ; et enfin Brice a perdu 12,5 kg. Ce dernier fond en larmes en voyant sa transformation.
Alexandra et Dorian partent alors à la recherche de nourriture, et ils trouvent du manioc. Lola part chercher l'eau avec Brice qui joue son rôle de futur éliminé et lui confirme qu'il va voter contre elle.
Au conseil, Lola sort son collier d'immunité, ce qui n'annule aucune voix (aucun bulletin n'étant contre elle) ; Brice cumule trois voix, celles d'Angélique, Lola et Alexandra ; et Angélique récolte les quatre bulletins restants, Brice ayant le vote noir. Le plan des garçons a fonctionné, Angélique est éliminée, à la stupéfaction des filles, qui s'étaient vantées lors du conseil d'être de meilleures stratèges que les garçons. Elle sort en reconnaissant que les garçons ont bien joué, et devient la dixième membre du jury final. Lola en veut à Dorian, mais celui-ci lui rétorque que lui aussi a fait un choix de coeur. Les cinq aventuriers restants sont les finalistes de cette saison.

### 14eépisode(finale)
Cet épisode est diffusé le 27 novembre 2020.
Comme cela s'est passé lors de la précédente saison, la finale est découpée en deux parties. Au cours de la première, l'épreuve de l'orientation est diffusée, et au cours de la deuxième, celle des poteaux ainsi que le dépouillement final en direct. ALP précise que ce découpage a été décidé avant le second confinement, et que les deux parties constitueront des épisodes aussi longs que les autres,.

#### Jour 39: la mythique épreuve d'orientation
Angélique arrive à la résidence du jury final. Les aventuriers sont surpris, car ils s'attendaient plutôt à voir arriver Brice. Elle explique qu'elle s'est trop sentie en confiance et que les garçons ont bien joué. Sans que cela ne soit expliqué dans l'épisode, Marie-France ne fait plus partie du jury final. En effet, elle a dû rentrer en France pour raisons personnelles.

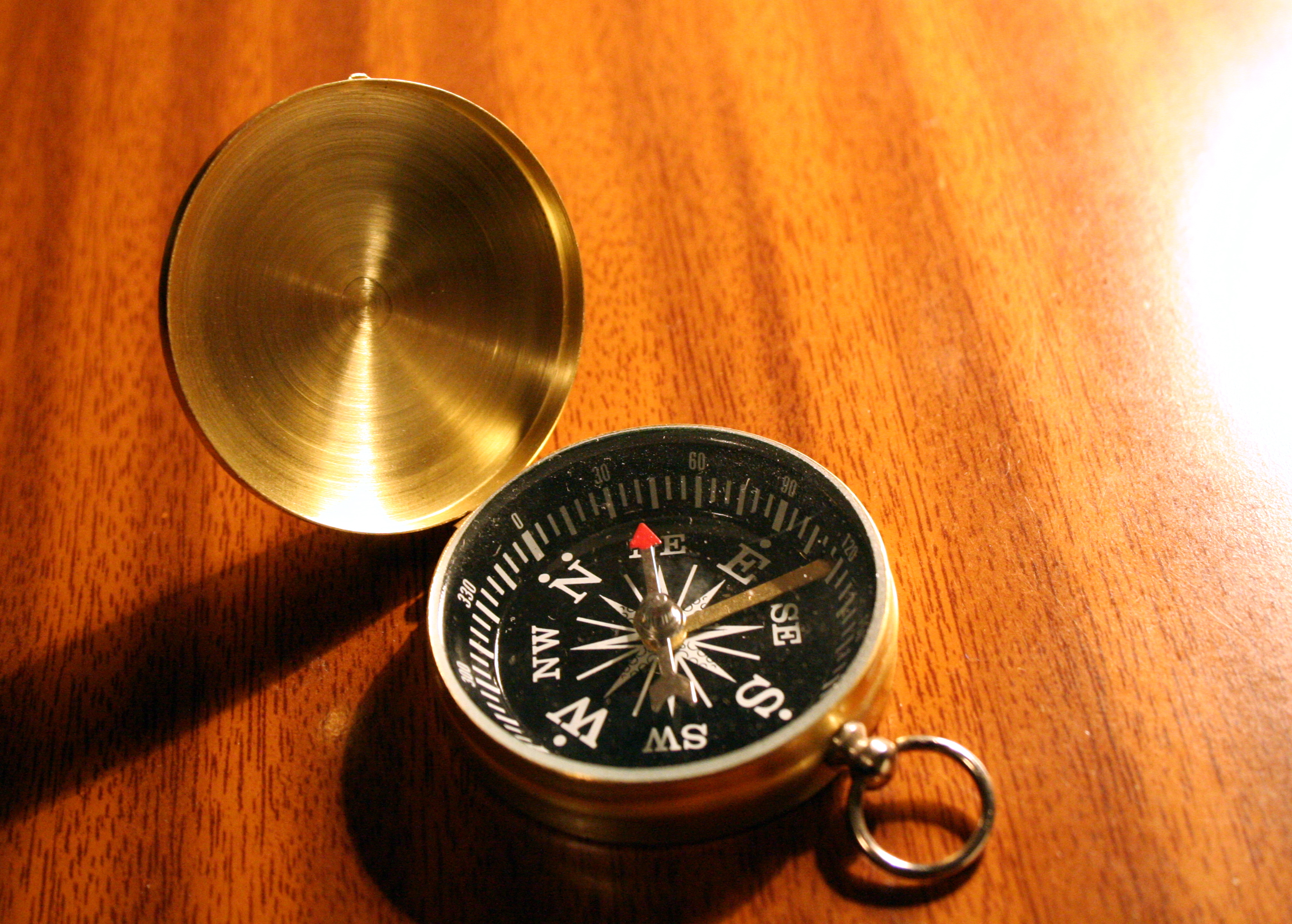
Une boussole, élément utile aux aventuriers pour trouver le poignard - Illustration.

Pendant ce temps, les cinq finalistes se préparent à l'épreuve d'orientation, qui est rapidement annoncée. Les aventuriers retrouvent Denis Brogniart, qui leur explique les règles. L'objectif est de trouver l'un des trois poignards cachés sur l'île. Pour ce faire, les aventuriers doivent d'abord trouver un élément remarquable, parmi : « L'écorce blanche », « Le nid de pierre » ou « L'arbre à lianes ». Ensuite, trouver une balise dans un rayon de 20 pas autour de cet élément qui indique une direction et un nombre de pas à suivre pour trouver le poignard. L'épreuve débute et Brice et Dorian se dirigent vers l'arbre à lianes, Loïc et Alexandra vers l'écorce blanche et Lola vers le nid de pierres.
Brice trouve rapidement l'arbre, tandis que Dorian change d'élément pour se diriger vers le nid de pierres. Loïc trouve l'écorce blanche puis la balise, après seulement quinze minutes d'épreuve. Il doit alors faire 22 pas en direction du sud, pour trouver le poignard. Alexandra trouve à son tour l'écorce blanche.
De son côté, Brice trouve la balise, qui lui indique qu'il doit faire 20 pas en direction du nord-ouest, tandis qu'Alexandra trouve la balise de l'écorce blanche. Elle et Loïc se retrouvent donc à chercher le même poignard, et sont au coude à coude.
Pendant ce temps, Brice se trompe de direction et Lola le rejoint sur l'arbre à lianes, qu'elle trouve. Dorian peine à trouver le nid de pierres.
Du côté du duo d'ex-verts, Loïc trouve le premier poignard après 1 h 5 d'épreuve. Alexandra se retrouve alors à l'arbre à lianes, tandis que Dorian est perdu.
Après 2 h 35 d'épreuve, Brice trouve le deuxième poignard. Dorian trouve alors le nid de pierre, avant d'être rejoint par Lola et Alexandra qui le trouvent à leur tour. Cette dernière trouve la balise, qui lui indique 17 pas vers le sud-est, peu avant que Lola ne la trouve aussi. Les trois aventuriers se retrouvent donc à chercher au même endroit le dernier poignard, qui est finalement trouvé par Alexandra, après 5 h 18 d'épreuve.
Lola et Dorian sont éliminés et intègrent le jury final.
Les trois finalistes rentrent sur le camp et Alexandra et Loïc retournent chercher du manioc mais ne trouvent rien. Ils mangent le riz et les haricots qui restent et profitent de leur dernière nuit sur le camp.

#### Jour 40: entretien avec Denis Brogniart, derniers instants sur le camp
En cet ultime matin, Denis arrive sur le camp et réveille les trois dernier aventuriers. Ils font alors le bilan de leur aventure, avant que Denis ne parte et que les finalistes ne se préparent pour l'épreuve des poteaux.

### 15eépisode(finale, suite)
Cet épisode est diffusé le 4 décembre 2020.

#### Jour 40 (suite): épreuve des poteaux et conseil final
Les trois ultimes aventuriers : Alexandra, Brice et Loïc, se retrouvent avec Denis Brogniart devant les poteaux. Ce dernier leur explique rapidement les règles, et indique qu'ils commencent avec un rectangle de 23 cm par 17 cm. L'épreuve débute et après une heure, personne n'est encore tombé. Une partie du poteau est alors enlevée, de sorte que les aventuriers disposent d'un carré de 17 cm de côté pour poser leurs pieds. Une heure après, la taille se réduit encore pour devenir un rectangle de 17 cm par 10 cm. Au bout de 2 h d'épreuve, Alexandra est la première à tomber, et après 2 h 40, c'est Loïc qui tombe à son tour. Brice remporte ainsi l'épreuve des poteaux. Après réflexion, il choisit d'affronter Alexandra lors du conseil final. Loïc est par conséquent éliminé.
Alexandra et Brice retournent sur le camp et en profitent pour discuter.
Peu de temps après, le jury final se réunit. Il accueille Lola et Dorian, éliminés après l'épreuve de l'orientation, et Loïc, non choisi par le vainqueur des poteaux. Les douze membres découvrent ensuite les deux derniers finalistes : Alexandra et Brice. Après plusieurs discussions, les membres votent chacun leur tour, avant que l'urne ne soit scellée par Denis, pour le dépouillement en direct de la Plaine Saint-Denis.

#### Les aventuriers en direct de la Plaine Saint-Denis pour le dépouillement final
Tous les aventuriers se retrouvent avec Denis en direct de la Plaine Saint-Denis, pour le dépouillement final. Ils échangent quelques mots, avant qu'un hommage à Bertrand-Kamal (candidat de la tribu de l'est, mort le 9 septembre 2020 d'un cancer du pancréas) ne soit rendu. Les meilleurs moments de son aventure sont rediffusés, puis Denis accueille ses parents sur le plateau. Tous échangent quelques mots, juste avant que le « Fonds pour Bertrand-Kamal » ne soit lancé. Entièrement destiné à la recherche pour le cancer du pancréas, il est porté par la Fondation ARC. Un premier versement est effectué par tous les aventuriers de la saison, qui ont réuni 1 120 €. Enfin, juste avant qu'ils ne partent, le totem d'immunité de la saison est offert aux parents de Bertrand-Kamal. Les aventuriers se remémorent ensuite leur saison, avant que Denis Brogniart ne procède au dépouillement.
Finalement, c'est Alexandra qui remporte cette saison de Koh-Lanta, avec sept voix en sa faveur, contre cinq pour Brice. Elle gagne ainsi la somme de 100 000 € promise au vainqueur,[source secondaire souhaitée].
Ava, Dorian, Fabrice, Joaquina et Hadja ont voté pour Brice.
Jody, Alix, Angélique, Lola, Loïc, Laurent et Bertrand-Kamal ont voté pour Alexandra.

## Audiences et diffusion
En France, l'émission est diffusée les vendredis, du 28 août 2020, au 4 décembre 2020. Un épisode dure entre 2 h 5 et 2 h 35 (publicités incluses), la diffusion débute à 21 h 5 pour se terminer entre 23 h 10 et 23 h 40 selon les épisodes.

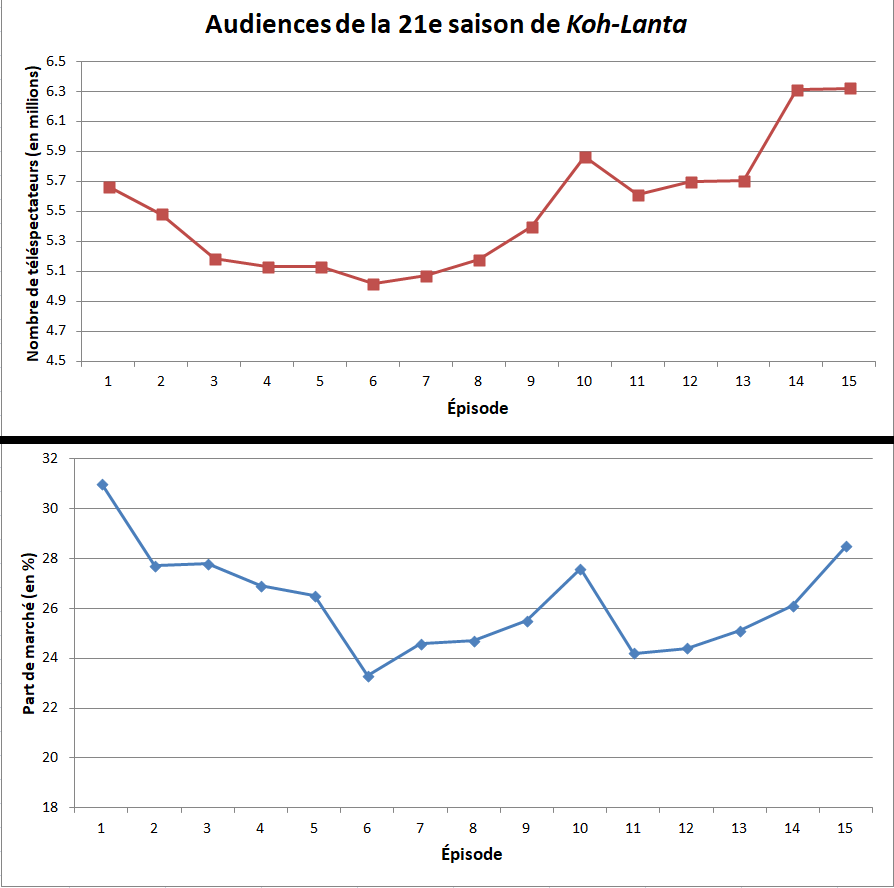
Graphique présentant l'évolution des audiences de cette saison.

| Épisode            | Date de diffusion  | Nombre de téléspectateurs | Part de marché (sur les 4 ans et plus) | Classement des audiences | Réf.    |
| ------------------ | ------------------ | ------------------------- | -------------------------------------- | ------------------------ | ------- |
| 1                  | 28 août 2020       | 5 663 000                 | 31,0 %                                 | 1er                      | [ 169 ] |
| 2                  | 4 septembre 2020   | 5 479 000                 | 27,7 %                                 | 1er                      | [ 170 ] |
| 3                  | 11 septembre 2020  | 5 182 000                 | 27,8 %                                 | 1er                      | [ 171 ] |
| 4                  | 18 septembre 2020  | 5 128 000                 | 26,9 %                                 | 1er                      | [ 172 ] |
| 5                  | 25 septembre 2020  | 5 129 000                 | 26,5 %                                 | 1er                      | [ 173 ] |
| 6                  | 2 octobre 2020     | 5 018 000                 | 23,3 %                                 | 1er                      | [ 174 ] |
| 7                  | 9 octobre 2020     | 5 070 000                 | 24,6 %                                 | 1er                      | [ 175 ] |
| 8                  | 16 octobre 2020    | 5 177 000                 | 24,7 %                                 | 1er                      | [ 176 ] |
| 9                  | 23 octobre 2020    | 5 396 000                 | 25,5 %                                 | 1er                      | [ 177 ] |
| 10                 | 30 octobre 2020    | 5 862 000                 | 27,6 %                                 | 1er                      | [ 178 ] |
| 11                 | 6 novembre 2020    | 5 608 000                 | 24,2 %                                 | 1er                      | [ 179 ] |
| 12                 | 13 novembre 2020   | 5 697 000                 | 24,4 %                                 | 1er                      | [ 180 ] |
| 13                 | 20 novembre 2020   | 5 703 000                 | 25,1 %                                 | 1er                      | [ 181 ] |
| 14 (finale)        | 27 novembre 2020   | 6 309 000                 | 26,1 %                                 | 1er                      | [ 182 ] |
| 15 (finale)        | 4 décembre 2020    | 6 319 000                 | 28,5 %                                 | 1er                      | [ 183 ] |
|                    |                    |                           |                                        |                          |         |
| Bilan de la saison | Bilan de la saison | 5 520 000                 | 26,3 %                                 | –                        | [ 184 ] |

## Critiques post-diffusion
Certains choix et actions de candidats sont critiqués par les téléspectateurs, notamment via les réseaux sociaux. Sont présentés ci-après, les cas pour lesquels le présentateur (Denis Brogniart) et/ou la production (Alexia Laroche-Joubert pour ALP) ont réagi publiquement.

### Laurent
Dans une entrevue accordée au Parisien, Laurent, initialement candidat de la tribu de l'Est, professeur d'histoire-géographie dans les Yvelines, confie avoir reçu des menaces de mort via les réseaux sociaux. Il explique que les menaces commencent le lundi 2 novembre 2020 (jour de rentrée scolaire) : « J'étais dans mon bureau. Je m'apprêtais à faire une vidéo sur YouTube pour rendre hommage à Samuel Paty quand une personne m'a contacté sur Instagram. Le message est tout de suite menaçant : 'Salut grosse m..., tu ne réponds pas, tu sais ce qu'on fait aux profs ?' ». Ces menaces interviennent dans un contexte de tension, à la suite de l'attentat de Conflans-Sainte-Honorine du 16 octobre 2020, qui a conduit à la décapitation de Samuel Paty, lui aussi, professeur d'histoire-géographie. Les échanges continuent alors sur Instagram, puis sur Facebook, avant que l'internaute ne menace la fille de Laurent et lui dise : « Je vais te décapiter, c'est un truc de prof d'histoire »[source secondaire souhaitée],.
Le lendemain de cet échange, l'aventurier a déclaré avoir porté plainte à Grenoble, et un ingénieur au chômage de 30 ans a été mis en garde à vue. Il est rapidement passé aux aveux et a regretté la virulence de ses propos[source secondaire souhaitée],.
Alexia Laroche-Joubert, productrice de l'émission a déclaré : « Laurent est exposé du fait de l'aventure. Le point qui est important, c'est que c'est un professeur d'histoire-géographie. Évidemment, les candidats peuvent parfois recevoir des messages de haine et d'insultes. Mais pas des menaces de décapitation ». Elle ajoute qu'un accompagnement psychologique lui a été proposé, ainsi qu'à sa famille[source secondaire souhaitée],.
Après la publication de plusieurs articles de presse relatant cette affaire, Laurent a réagi via ses réseaux sociaux, où il déclare : « Nuit courte et agitée, je voulais éviter de m'exposer pour protéger les miens, mais Le Parisien, presse people à scandale, a réussi à mettre la main sur mon procès-verbal. On se demande comment ? Le Dauphiné, à qui j'avais donné mon accord pour clore le sujet et rassurer tout le monde sans donner mon identité, me dit qu'ils sont obligés de suivre ». Il a alors poursuivi, agacé que : « tout le monde ait balancé son nom [et] sa photo en pâture pour faire de l'argent [,] en bafouant (son) accord [et] sans (son) autorisation [.] Un monde de requins ! ». Après s'être énervé contre la presse, il en a ajouté sur la société de production, déclarant : « La prod de Koh-Lanta qui bloque toute notre communication, toutes nos interventions et contrôle nos réseaux sociaux, bizarrement participe au festin, ne trouve rien à redire et ne m'apporte aucune aide... [.] Tous participent à la mise en danger de la vie d'autrui et bafouent les droits les plus élémentaires de l'instruction... J'ai mis les pieds dans un sacré panier de crabes... ».
Alexia Laroche-Joubert a alors tenu à lui répondre, via PureMédias, déclarant : « C'est surréaliste. Il dit tout et son contraire. Il dit qu'on révèle sa vie personnelle. C'est lui qui a alerté de ces menaces sur les réseaux sociaux. Il a dû avoir un coup de stress [.] Nous lui avons proposé un suivi psychologique pour sa femme et lui. Nous lui avons conseillé de porter plainte. Nous lui avons demandé de nous communiquer la plainte pour que nous la communiquions à nos avocats pour voir ce que nous pouvons faire ». Concernant l'article paru dans Le Parisien, elle indique que Laurent n'a pas voulu s'exprimer, mais qu'il était informé que la production y prendrait la parole : « Moi, j'ai eu besoin de m'exprimer pour dire que maintenant, il n'y a plus d'impunité à la violence. Je trouve fantastique que la police intervienne rapidement [.] Il ment complètement quand il dit que nous contrôlons les réseaux sociaux. C'est un mensonge. On ne contrôle pas, mais on accompagne. S'ils ont eu des difficultés, nous sommes là. ».
En parallèle, le procès de l'homme ayant proféré les menaces a eu lieu le 5 novembre 2020. Il a été condamné par le tribunal correctionnel de Versailles à 18 mois de prison, dont 12 ferme. L'expert psychiatre qui l'a rencontré, l'a considéré comme sain d'esprit, mais « immature et introverti, souffrant de troubles de l’humeur qui nécessitent un suivi médico-psychologique ». L'auteur s'est excusé et a tenu à rappeler que son casier judiciaire était vierge. Cela n'a pas suffi, puisqu'en plus de sa peine, à sa sortie de prison, « il aura interdiction de se rendre en Isère, de contacter sa victime, et obligation de se soigner »,.